# Caudry
Vous lisez un « article de qualité » labellisé en 2011.
Caudry est une commune française située dans le sud du département du Nord en région Hauts-de-France. Elle est peuplée de 14 032 habitants au dernier recensement 2022.
Caudry est longtemps resté un village que rien ne distinguait de ses voisins et qui n'occupe pas une position stratégique. Son activité, comme celle des autres villages du Cambrésis, se partageait entre l'agriculture et le tissage. Au début du XIXe siècle, des tisserands se lancent dans la fabrication de tulle à l'aide de métiers importés en fraude d'Angleterre. Après des débuts difficiles, l'industrie textile métamorphose Caudry en quelques décennies de village en petite ville industrielle : fabrication du tulle, de la dentelle mécanique « Leavers », dont la qualité est couronnée à l'exposition internationale de Bruxelles de 1910, à quoi s'ajoute la broderie mécanique.
Bien que les effectifs de l'industrie textile aient beaucoup diminué au XXe siècle à Caudry comme dans le Cambrésis, la ville s'efforce, dans les dernières décennies du XXe siècle et le début du XXIe siècle, de conserver sa vocation industrielle tout en la diversifiant. Elle partage avec Calais le titre de capitale mondiale de la « dentelle de Calais-Caudry », destinée à la haute-couture et au prêt-à-porter de luxe et a reçu en 1995 le label « Ville et Métiers d'Art ».

## Géographie

### Localisation

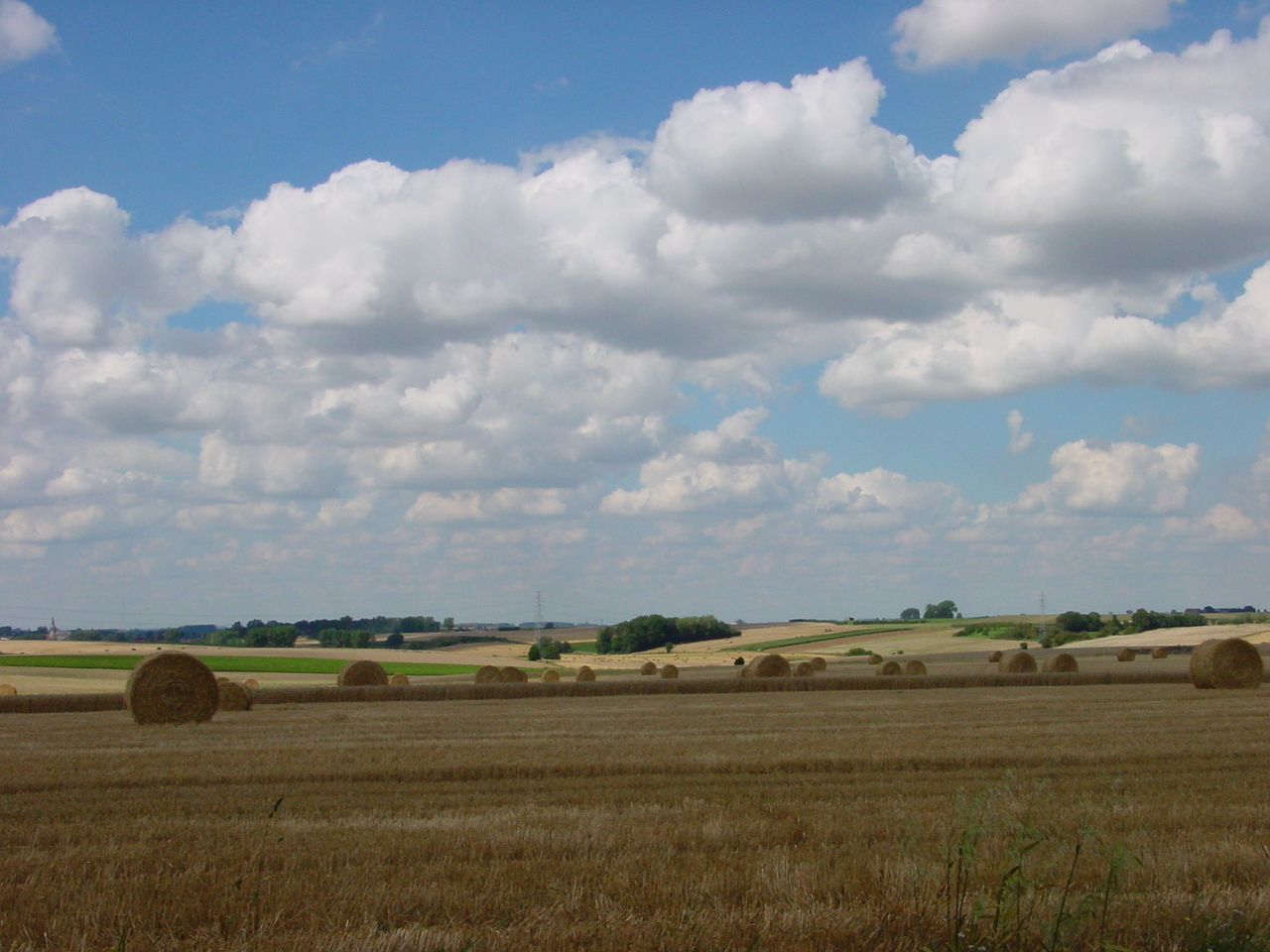
Paysage au nord de Caudry.

Caudry est située dans la région Hauts-de-France, dans le sud du département du Nord. À vol d'oiseau, la ville est à 9,5 km du Cateau-Cambrésis, 13,5 km de Cambrai, 27,6 km de Valenciennes et 31,7 km de Saint-Quentin. La capitale régionale, Lille, est à 61,8 km.
La commune est située approximativement au centre du Cambrésis, région historique et naturelle qui borde le Bassin parisien au nord, entre les collines de l'Artois à l'ouest et la Thiérache à l'est. Autour de Caudry s'étendent des paysages d'openfield parsemés d'un réseau dense de gros villages. Les terres labourables sont consacrées principalement aux céréales, aux cultures fourragères et à la betterave. Caudry est à une dizaine de kilomètres à l'ouest du parc naturel régional de l'Avesnois.

### Communes limitrophes
| Beauvois-en-Cambrésis | Béthencourt                  | Béthencourt Beaumont-en-Cambrésis |
| Fontaine-au-Pire      | Caudry                       | Beaumont-en-Cambrésis             |
| Ligny-en-Cambrésis    | Montigny-en-Cambrésis Bertry | Troisvilles                       |

### Hydrographie

#### Réseau hydrographique
La commune est située dans le bassin Artois-Picardie. Elle est drainée par le torrent d'Esnes, le riot de Caudry et le riot des Quarante,,.
Le torrent d'Esnes, d'une longueur de 19 km, prend sa source dans la commune de Bertry et se jette dans la rivière Escaut à Crèvecœur-sur-l'Escaut, après avoir traversé neuf communes.
Le riot de Caudry, d'une longueur de 11 km, s'écoule vers le nord-ouest. Il prend sa source dans la commune et se jette  dans l'Erclin à Rieux-en-Cambrésis, après avoir traversé six communes.
Les vallées de ces deux cours d'eau, en aval de Caudry, sont classées « espaces à renaturer ».

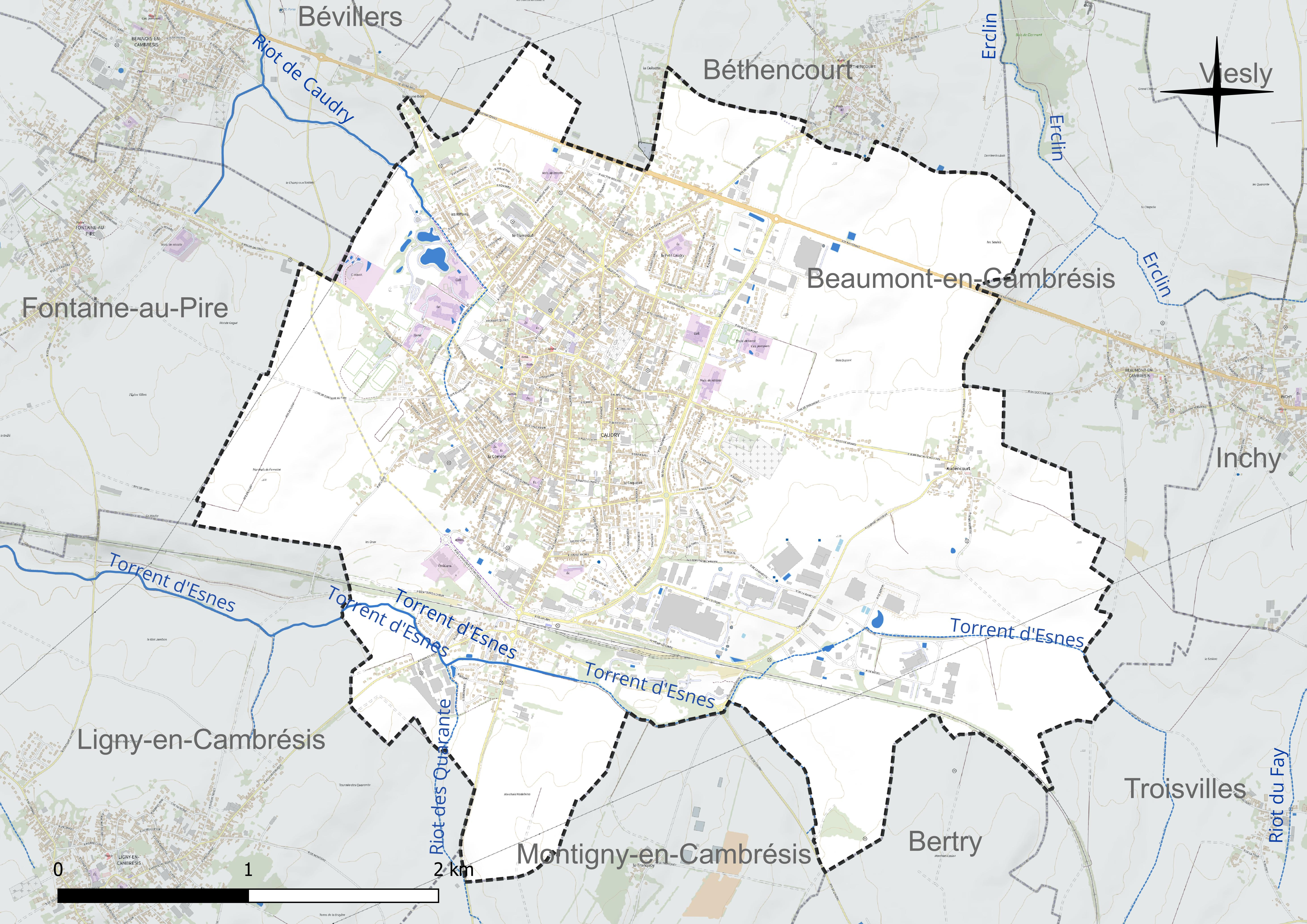
Réseau hydrographique de Caudry.

#### Gestion et qualité des eaux
Le territoire communal est couvert par le schéma d'aménagement et de gestion des eaux (SAGE) « Escaut ». Ce document de planification concerne un territoire de 2 005 km2 de superficie, délimité par le bassin versant de l'Escaut. Le périmètre a été arrêté le 9 juin 2006 et le SAGE proprement dit a été approuvé le 13 juillet 2021. La structure porteuse de l'élaboration et de la mise en œuvre est le syndicat mixte Escaut et Affluents (SyMEA).
La qualité des cours d'eau peut être consultée sur un site dédié géré par les agences de l'eau et l'Agence française pour la biodiversité.

### Climat
Pour des articles plus généraux, voir Climat des Hauts-de-France et Climat du Nord.
En 2010, le climat de la commune est de type climat océanique dégradé des plaines du Centre et du Nord, selon une étude du CNRS s'appuyant sur une série de données couvrant la période 1971-2000. En 2020, Météo-France publie une typologie des climats de la France métropolitaine dans laquelle la commune est dans une zone de transition entre le climat océanique et le climat océanique altéré et est dans la région climatique Nord-est du bassin Parisien, caractérisée par un ensoleillement médiocre, une pluviométrie moyenne régulièrement répartie au cours de l'année et un hiver froid (3 °C).
Pour la période 1971-2000, la température annuelle moyenne est de 10 °C, avec une amplitude thermique annuelle de 14,6 °C. Le cumul annuel moyen de précipitations est de 751 mm, avec 12 jours de précipitations en janvier et 9,1 jours en juillet. Pour la période 1991-2020, la température moyenne annuelle observée sur la station météorologique la plus proche, située sur la commune d'Épehy à 24 km à vol d'oiseau, est de 10,6 °C et le cumul annuel moyen de précipitations est de 752,8 mm,. Pour l'avenir, les paramètres climatiques de la commune estimés pour 2050 selon différents scénarios d'émission de gaz à effet de serre sont consultables sur un site dédié publié par Météo-France en novembre 2022.

### Voies de communication et transports

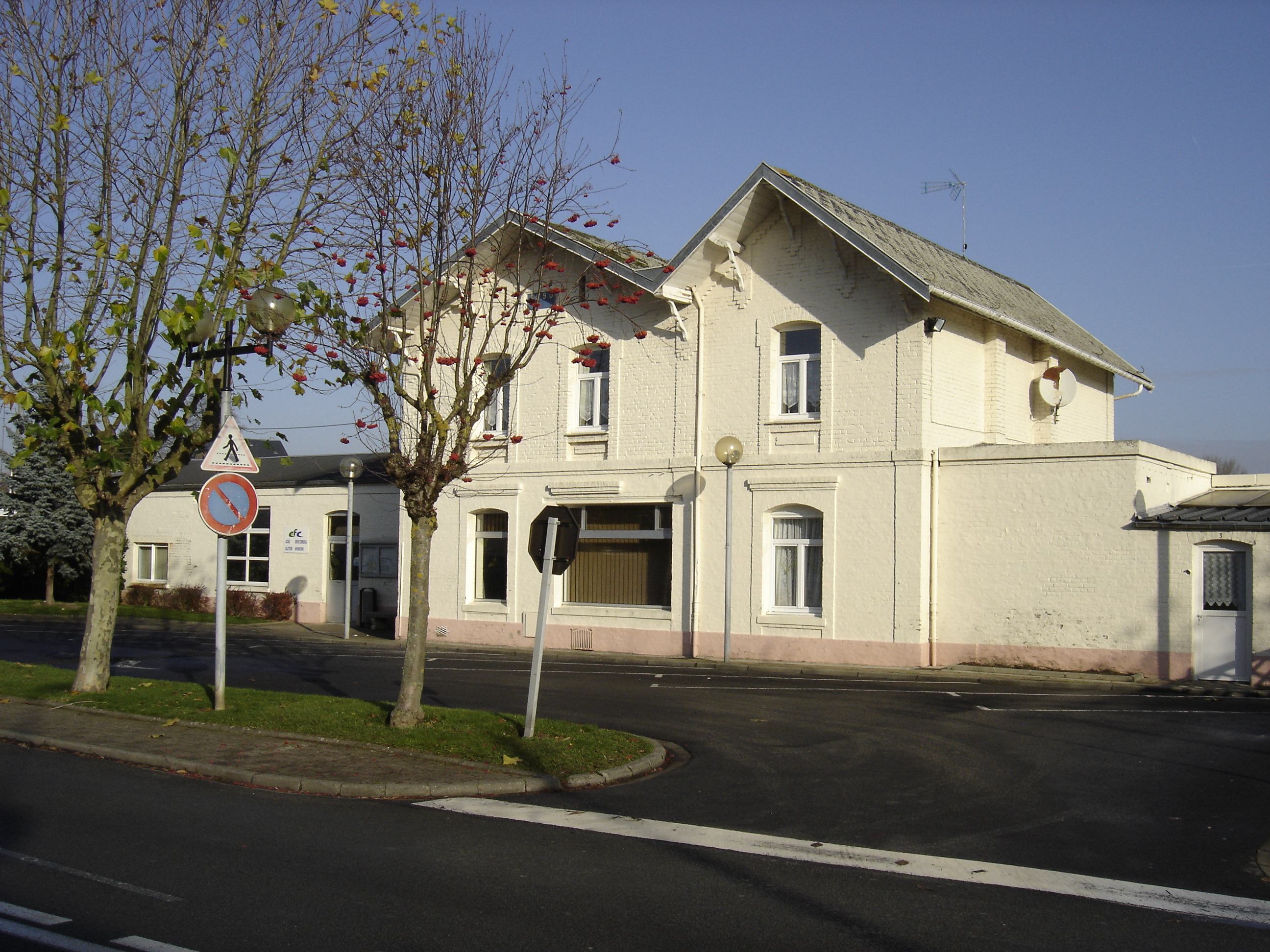
L'ancienne « gare du Cambrésis ».

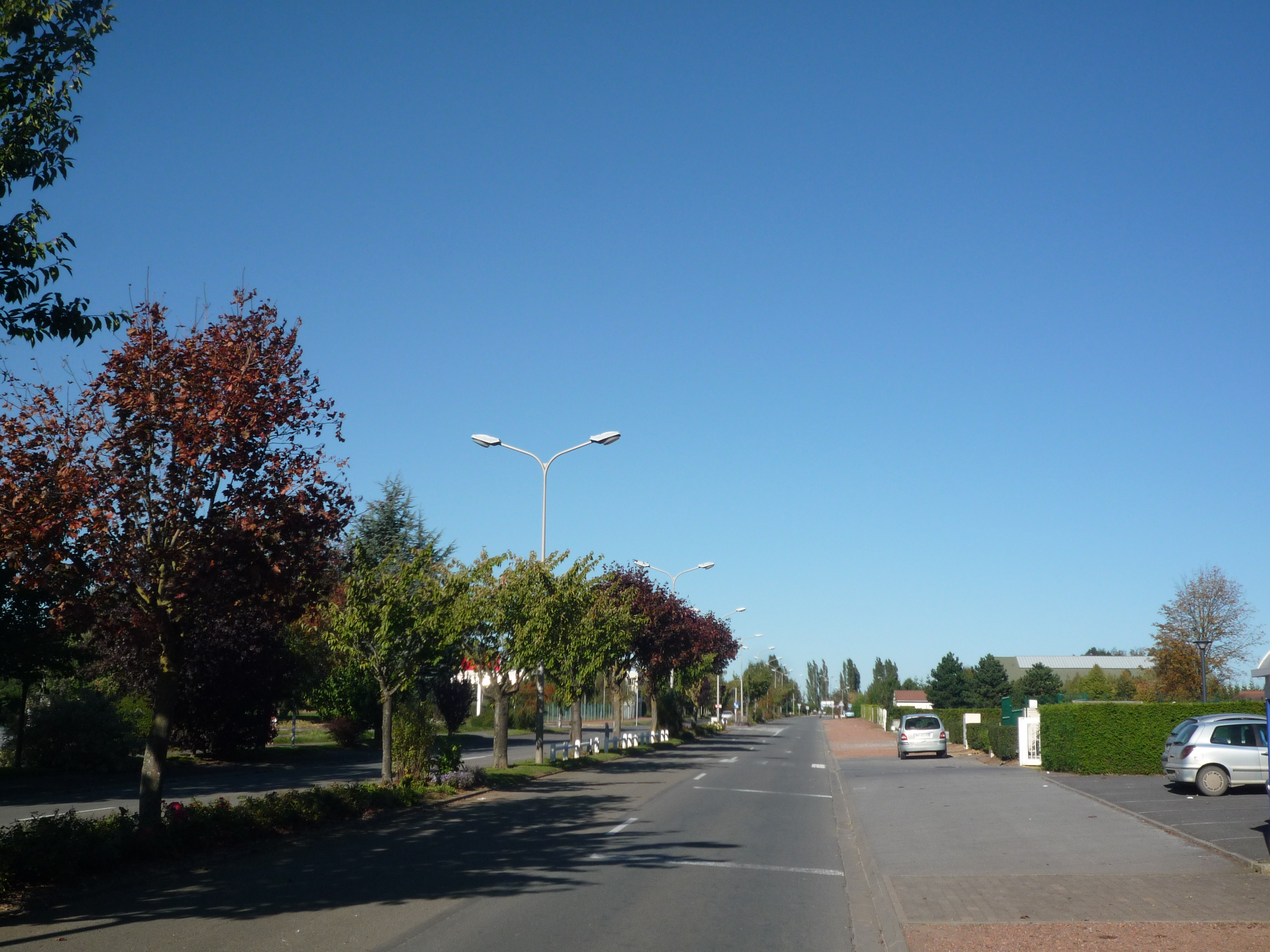
Le boulevard de contournement est.

#### Réseau ferré
La gare de Caudry est sur la ligne des TER Nord-Pas-de-Calais no 22 et TER Picardie no 3 (Lille - Douai - Cambrai - Saint-Quentin - Laon - Reims) et des trains intercités Cambrai - Paris. Elle est desservie par des trains directs à destination de Cambrai, Lille, Paris, Reims et Chauny.
Jusqu'en 1960, date de fermeture de la dernière ligne, Caudry était au centre du réseau local de la Société des chemins de fer du Cambrésis qui reliait la ville à Cambrai, Denain, Le Cateau et Catillon, et Saint-Quentin.

#### Réseau routier
Caudry est située immédiatement au sud de la route départementale 643 (anciennement route nationale 39, puis route nationale 43) qui relie Cambrai à l'ouest à Charleville-Mézières à l'est. Les routes départementales D16, D16a, D45, D115 et D115a traversent également le territoire communal.
Un contournement routier de 2,5 km, qui doit relier par l'ouest de la ville la RD 643 au nord au pôle de la gare au sud en desservant la future piscine intercommunale et le centre de formation des apprentis, est inscrit depuis 2008 parmi les projets prioritaires du conseil général.

#### Transports en commun
Caudry est desservie par huit lignes du réseau CambrésiX, groupement composé de six entreprises de transport locales, vers Cambrai, Le Cateau-Cambrésis, Villers-Outréaux, Avesnes-les-Aubert et Valenciennes.

## Urbanisme

### Typologie
Au 1er janvier 2024, Caudry est catégorisée centre urbain intermédiaire, selon la nouvelle grille communale de densité à sept niveaux définie par l'Insee en 2022.
Elle appartient à l'unité urbaine de Caudry, une agglomération intra-départementale regroupant quatre  communes, dont elle est ville-centre,,. Par ailleurs la commune fait partie de l'aire d'attraction de Caudry, dont elle est la commune-centre,. Cette aire, qui regroupe 17 communes, est catégorisée dans les aires de moins de 50 000 habitants,.

### Occupation des sols
L'occupation des sols de la commune, telle qu'elle ressort de la base de données européenne d'occupation biophysique des sols Corine Land Cover (CLC), est marquée par l'importance des territoires agricoles (54,4 % en 2018), en diminution par rapport à 1990 (65 %). La répartition détaillée en 2018 est la suivante : 
terres arables (52,4 %), zones urbanisées (28,4 %), zones industrielles ou commerciales et réseaux de communication (13,6 %), espaces verts artificialisés, non agricoles (3,6 %), zones agricoles hétérogènes (2 %). L'évolution de l'occupation des sols de la commune et de ses infrastructures peut être observée sur les différentes représentations cartographiques du territoire : la carte de Cassini (XVIIIe siècle), la carte d'état-major (1820-1866) et les cartes ou photos aériennes de l'IGN pour la période actuelle (1950 à aujourd'hui).

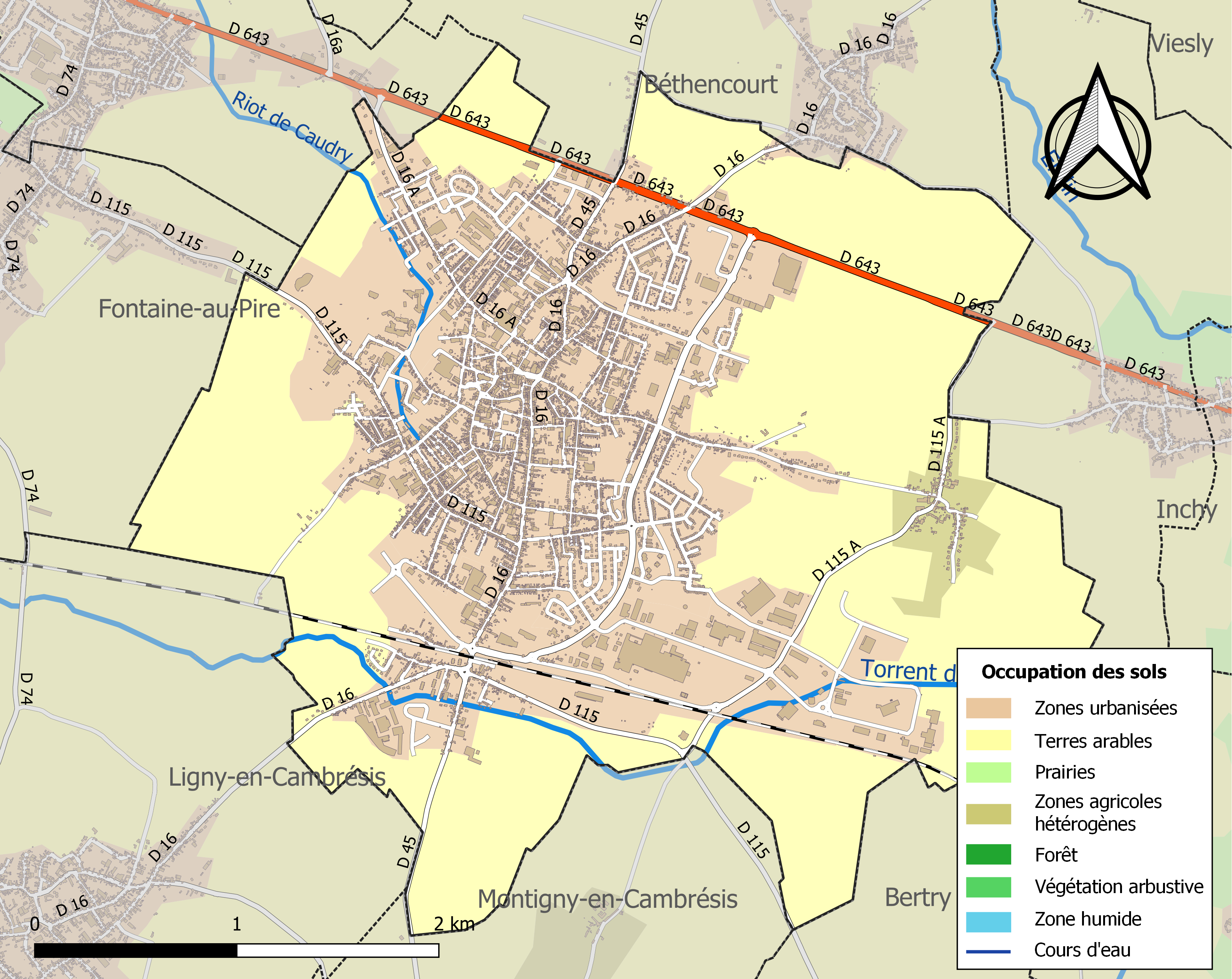
Carte des infrastructures et de l'occupation des sols de la commune en 2018 (CLC).
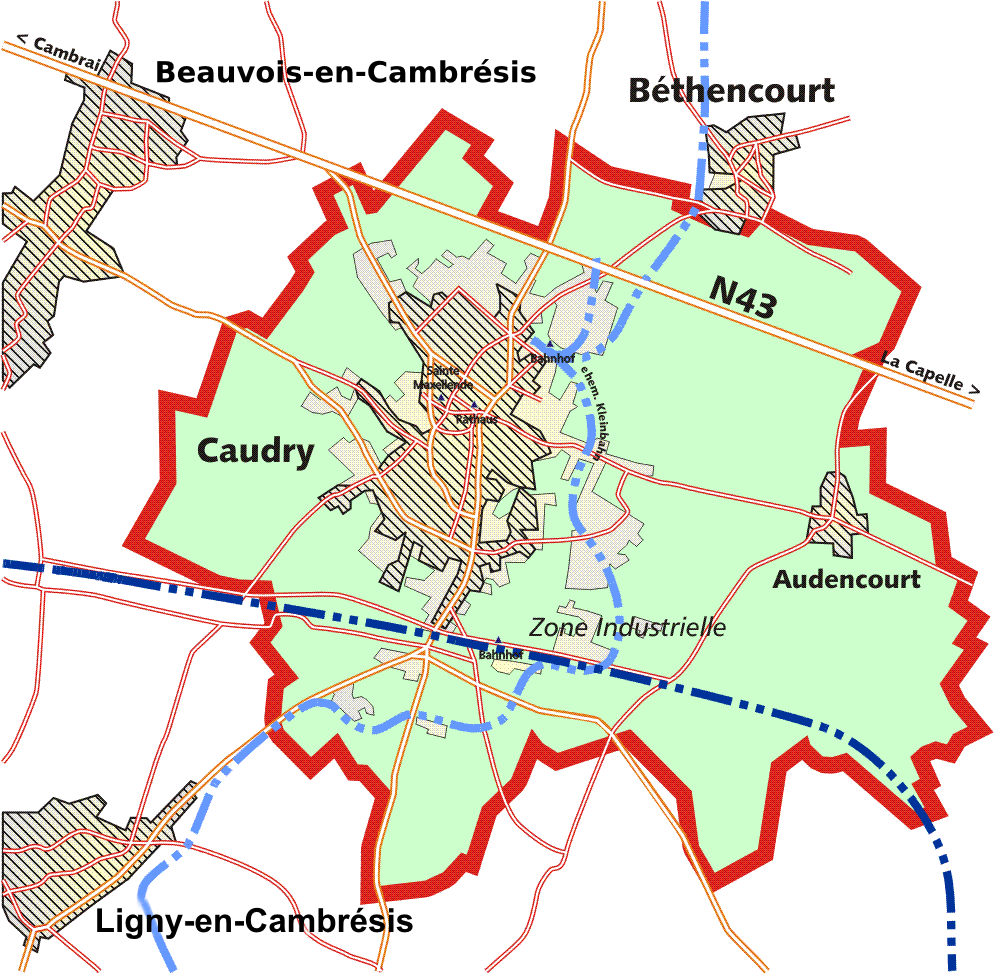
Territoire de Caudry (en vert), bâti en 1914 (hachuré) et en 2000 (en rose). Les lignes tiretées représentent, en bleu foncé la ligne de chemin de fer actuelle Busigny-Somain, et en bleu pâle l'ancien tracé des lignes de la Société des chemins de fer du Cambrésis.

### Morphologie urbaine

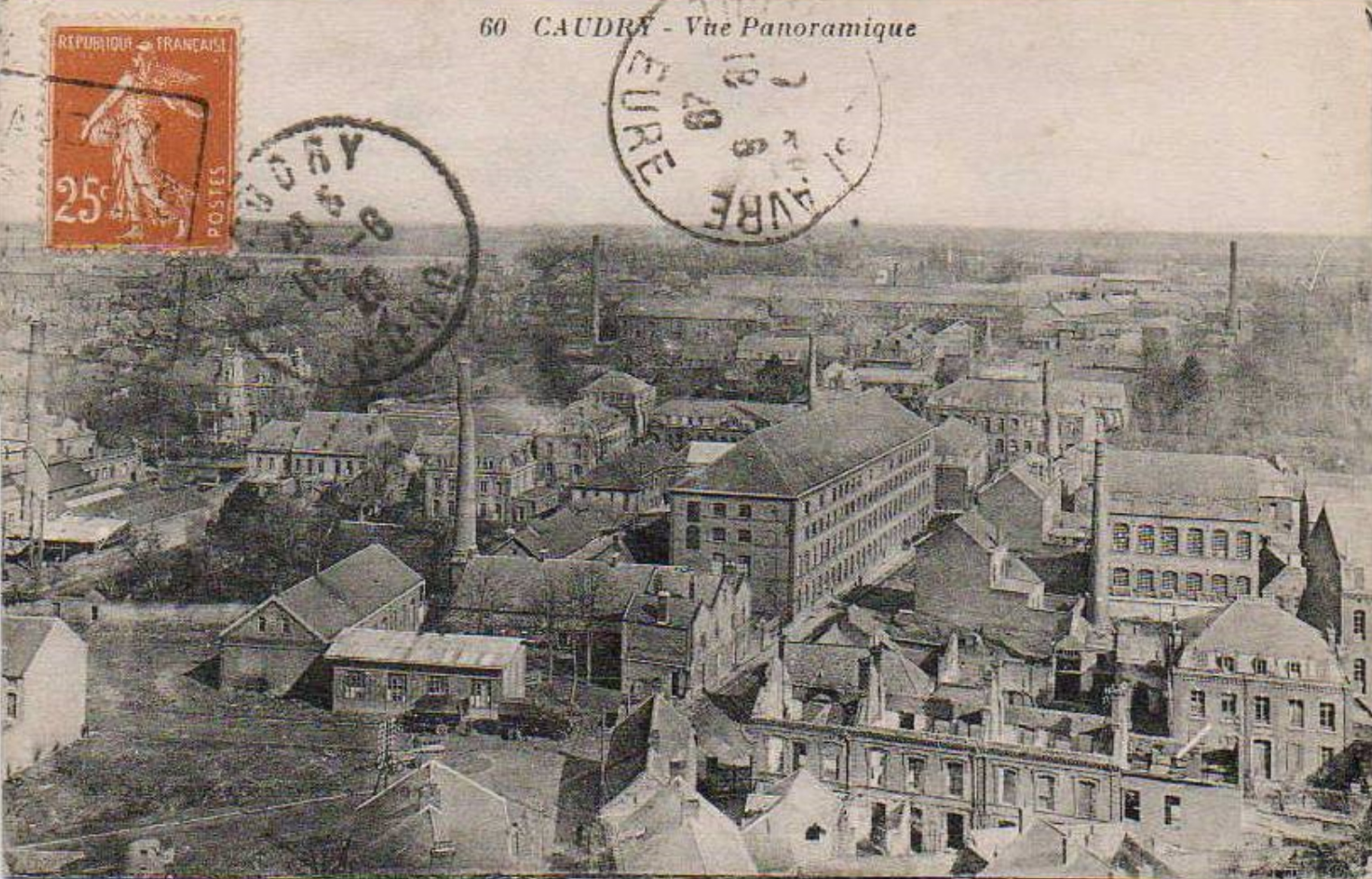
Vue générale de Caudry en 1929

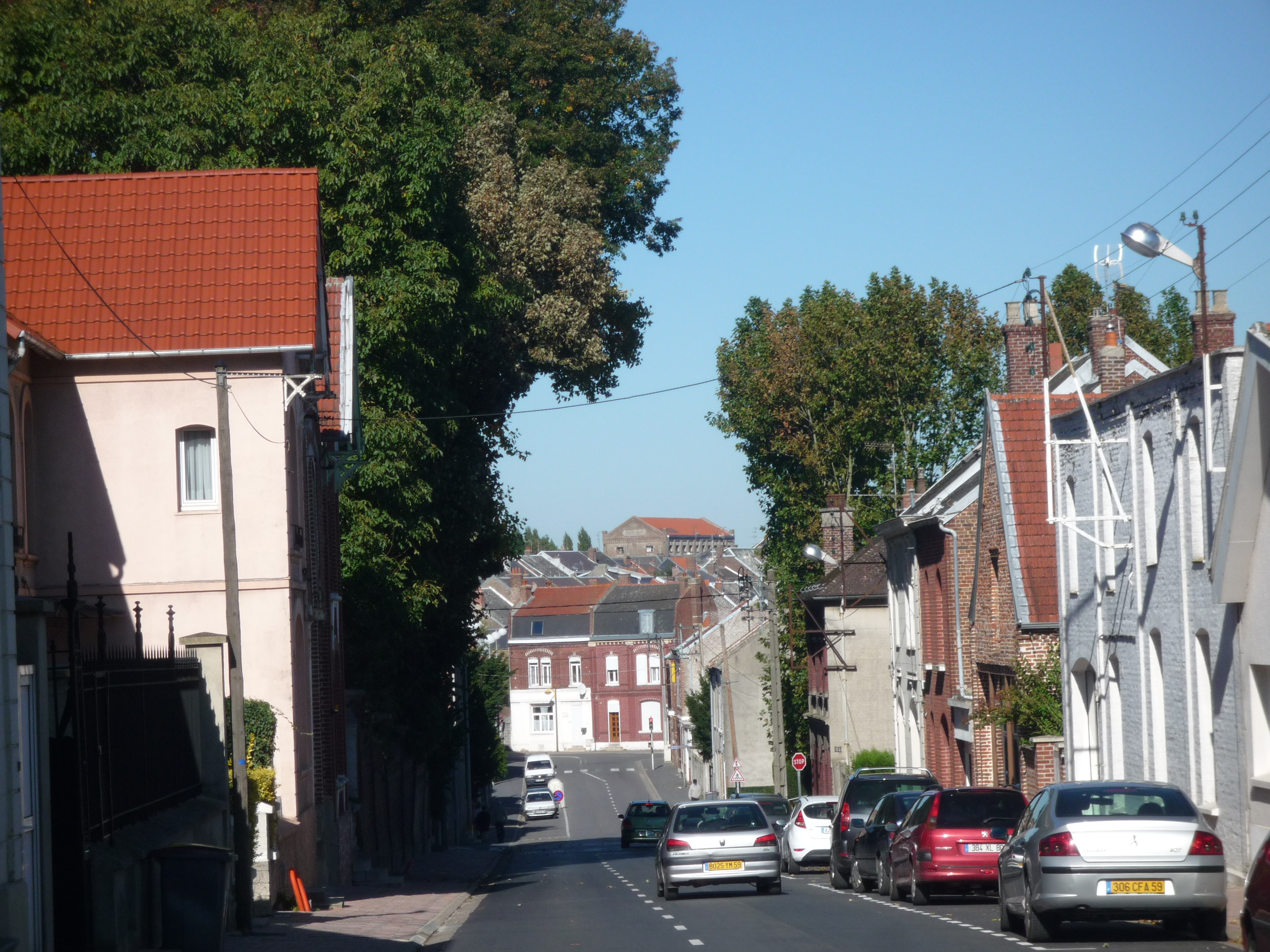
Une rue de Caudry en 2010.

Caudry s'est développée entre la route départementale 643, au nord, et la voie de chemin de fer Busigny - Somain, au sud.
La croissance industrielle et démographique, au XIXe siècle, a résulté en une juxtaposition de logements et d'ateliers sans plan d'ensemble. Certains quartiers, comme le Transvaal, se créent autour d'une usine. Cependant la ville se dote d'équipements urbains dès la fin du siècle, avec un hôtel de ville, un abattoir, la reconstruction de l'église, la mise en place d'un service des eaux. Il fallut ensuite attendre la seconde moitié du XXe siècle pour que la ville se modernise à nouveau, avec la construction d'un stade nautique en 1951, d'une salle des fêtes en 1953, de lotissements individuels et collectifs, d'une zone industrielle au début des années 1970 et enfin dans les années 1990 d'une base de loisirs, d'un cinéma et d'un théâtre municipaux,.
Les voies principales qui traversent la ville (rue de Saint-Quentin, rue du Maréchal-Leclerc, rue Henri-Barbusse…), ne sont que les anciennes routes qui reliaient autrefois Caudry aux villages voisins : Béthencourt, Ligny-en-Cambrésis, Beauvois-en-Cambrésis. Elles sont souvent étroites, parfois sinueuses et peu adaptées à la circulation automobile urbaine. Ceci explique la construction dans les années 1980 d'un boulevard qui contourne la ville par l'est et relie le quartier de la gare et la zone industrielle au sud à la zone commerciale et à la route départementale 643 au nord. Un second contournement est prévu à l'ouest.

### Logement
En 2007, Caudry comptait 5 692 résidences principales, auxquelles s'ajoutaient 517 logements vacants, soit 7,7 % du total, et un faible nombre de résidences secondaires. Les maisons représentaient 81,3 % des résidences individuelles, pourcentage en augmentation par rapport au recensement de 1999 (78,5 %) et supérieur à celui observé dans le département du Nord (68,8 %).
La part de résidences principales datant d'avant 1949 s'élevait à 49,4 %. Pour les constructions plus récentes, 28,4 % des logements dataient d'entre 1949 et 1974 et 22,2 % d'après 1975.

### Projets d'aménagements
(janvier 2025).
Les projets d'aménagements, en cours[Quand ?] ou à l'étude, concernent :
- la revitalisation du centre-ville ; le projet de rénovation urbaine du quartier Maupassant et du centre-ville lancé en 2004 a abouti à la signature d'une convention le 5 février 2010, l'ensemble des opérations devant démarrer avant le 31 décembre 2013. Le projet prévoit notamment la démolition et la reconstruction de 120 logements locatifs sociaux en centre-ville et dans le quartier Maupassant, la rénovation et la résidentialisation de 268 logements en centre-ville et une OPAH concernant 280 logements en 5 ans[24]. Il s'agit aussi de redynamiser une galerie marchande de centre-ville actuellement à l'état de friche partielle[25] ;
- le développement autour de l'hypermarché E.Leclerc de la zone commerciale longeant la RD 643, destinée à renforcer l'attractivité commerciale de la ville. La municipalité attend la création de 200 emplois de cette zone achevée pour l'essentiel en 2010[26].

## Toponymie
Caudry est mentionné dès le XIe siècle sous la forme Calderiacum, puis Calderiaco, et, aux XIIe et XIVe siècles, comme Caudri, Cauderi ou Caudry. Le mot est formé d'un nom de personne *Caldarius ou *Caldarus et du suffixe d'origine celtique -(i)-ACU, très répandu dans toute la Gaule. Caudry serait donc « le domaine de *Caldarius »,.
Le [k] initial s'explique par la situation de Caudry au nord de la ligne Joret. Il a pour équivalent au sud Chaudrey (Aube, Calderiacum 1209) et en nord occitan Chaudeyrac (Lozère, Caldeyracum 1337).

## Histoire

### Préhistoire et antiquité
Un gisement moustérien découvert en 1877 à Busigny, à une dizaine de kilomètres au sud-est de Caudry, et fouillé à nouveau en 1972, atteste d'une présence humaine dès le paléolithique moyen. Par ailleurs, des fouilles réalisées en 1997 au lieu-dit « Les Bois Blancs » à Caudry ont permis de conclure à la possibilité d'une occupation humaine au néolithique, des éclats de silex nombreux ayant été recueillis sans toutefois que des structures datant de cette époque aient été identifiées.
Sur le même site a été mise au jour une exploitation agricole du Haut-Empire romain (Ier siècle av. J.-C.) dont l'emplacement était déjà occupé à l'époque gauloise. Du reste d'autres villas ont été identifiées par la photographie aérienne dans le Cambrésis. À l'époque romaine le territoire de Caudry était en Gaule belgique, dans la cité des Nerviens dont la capitale fut d'abord Bavay, puis Cambrai sous le Bas-Empire.

### Histoire médiévale et moderne

#### Maxellende
Si les origines de Caudry ne sont pas précisément connues, elles semblent remonter au moins à l'ère mérovingienne, puisque c'est à cette époque que les nombreux récits qui en ont été faits situent le martyre de Maxellende. Le principal est une biographie du Xe siècle provenant sans doute du monastère Saint-Martin de Cambrai.
Selon ce récit Maxellende, issue d'une famille de l'aristocratie foncière, était née à Villa Calderiacensis, aujourd'hui Caudry. Elle avait été promise par son père Humlinus à Harduin d'Amerval, fils du seigneur de Solesmes. Ayant décidé de consacrer sa vie à Dieu, Maxellende repoussa ce mariage. Lorsque Harduin tenta de l'enlever, elle s'échappa, lui résista, et il la tua d'un coup de poignard. Il perdit la vue aussitôt. La tradition place cet évènement le 13 novembre 670, sous l'épiscopat de Vindicien, évêque d'Arras et de Cambrai. La dépouille de Maxellende fut inhumée dans le village de Saint-Souplet. En 673, comme on rapportait en cortège les ossements de Maxellende à Caudry, Harduin d'Amerval se repentit sur son passage et recouvra la vue. À la suite de ce qui fut considéré comme un miracle, Vindicien proclama la sainteté de Maxellende, et un pèlerinage fut établi à Caudry. Au VIIIe siècle les reliques de la sainte furent transportées à l'abbaye Saint Martin de Cambrai. C'est au Xe siècle que l'évêque Rothard fit installer la châsse dans la cathédrale de Cambrai et que Maxellende devint, avec Saint Géry, la patronne secondaire du diocèse. Enfin, au XIe siècle, les reliques furent données par l'évêque Gérard à l'abbaye Saint-André du Cateau qu'il avait fondée. Elles ne revinrent à Caudry que pendant la révolution, en 1791.

#### Du Moyen Âge à la Révolution française

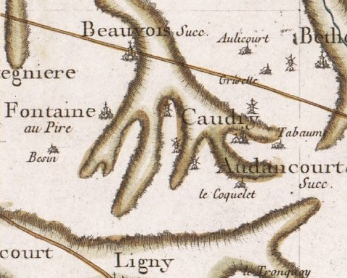
Caudry sur la carte de Cassini (1758).

Modeste village jusqu'à son industrialisation au XIXe siècle, Caudry n'a pas un passé comparable à celui des villes voisines de Cambrai ou Le Cateau-Cambrésis. Son histoire suivit celle du Cambrésis, dont la suzeraineté fut donnée en 1007 à l'évêque de Cambrai par l'empereur Henri II. Le territoire de Caudry se trouva à cette date divisé en deux parties : tandis que Bourneville et Le Coquelet dépendaient du comté de Cambrésis, la plus grande partie avec Frenèches, La Guisette, Potelle et Tabeaumez formait une enclave du comté de Hainaut dans le Cambrésis. Le village voisin d'Audencourt, commune rattachée à Caudry en 1964, était quant à lui l'une des douze pairies du Cambrésis.
Les seigneurs de Caudry sont rarement cités dans les récits anciens, contrairement à ceux des villages environnants. Un seigneur Almaric de Caudry est mentionné en 1007. Un autre Almaricus de Calderiaco est présent en 1096 au tournoi d'Anchin. En 1184, le châtelain est Nicolas de Caudry, l'un des six pairs de Valenciennes.
Caudry fut annexé par le royaume de France avec l'ensemble du Cambrésis par le traité de Nimègue signé en 1678, après la prise de Cambrai par Louis XIV en 1677.
Le dernier seigneur de Caudry fut Charles Cordier, conseiller au parlement de Flandres, qui réunit entre ses mains les terres dépendant de Caudry-Hainaut et de Caudry-Cambrésis. Ses biens furent confisqués à la Révolution.
Lors de la création des départements en 1793, Caudry fut rattaché au canton d'Estourmel (et à partir de 1810 au canton de Clary) et au district de Cambrai dans le département du Nord.
En 1794, une armée de la Convention commandée par le général René-Bernard Chapuis tentait de dégager Landrecies assiégée par des coalisés austro-anglais. Le 26 avril, les colonnes françaises rencontrèrent l'ennemi au sud-est de Caudry, entre Audencourt et le Tronquoy, et furent sévèrement battues. Les combats furent si meurtriers que le ruisseau qui coule à cet endroit a gardé le nom de « riot des Morts ».

### Histoire contemporaine

#### L'industrialisation auXIXesiècle

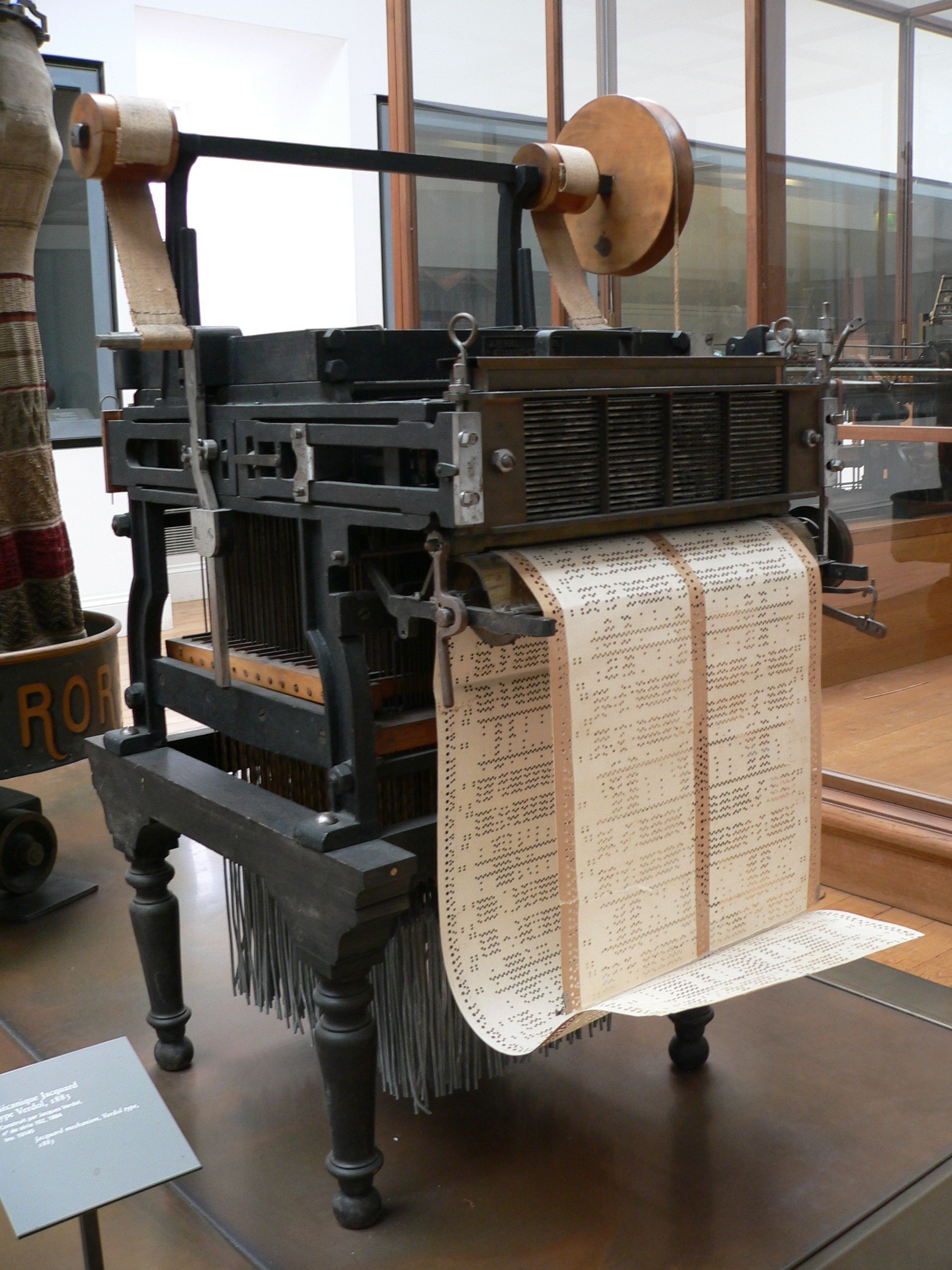
Métier Jacquard, Musée des arts et métiers, Paris

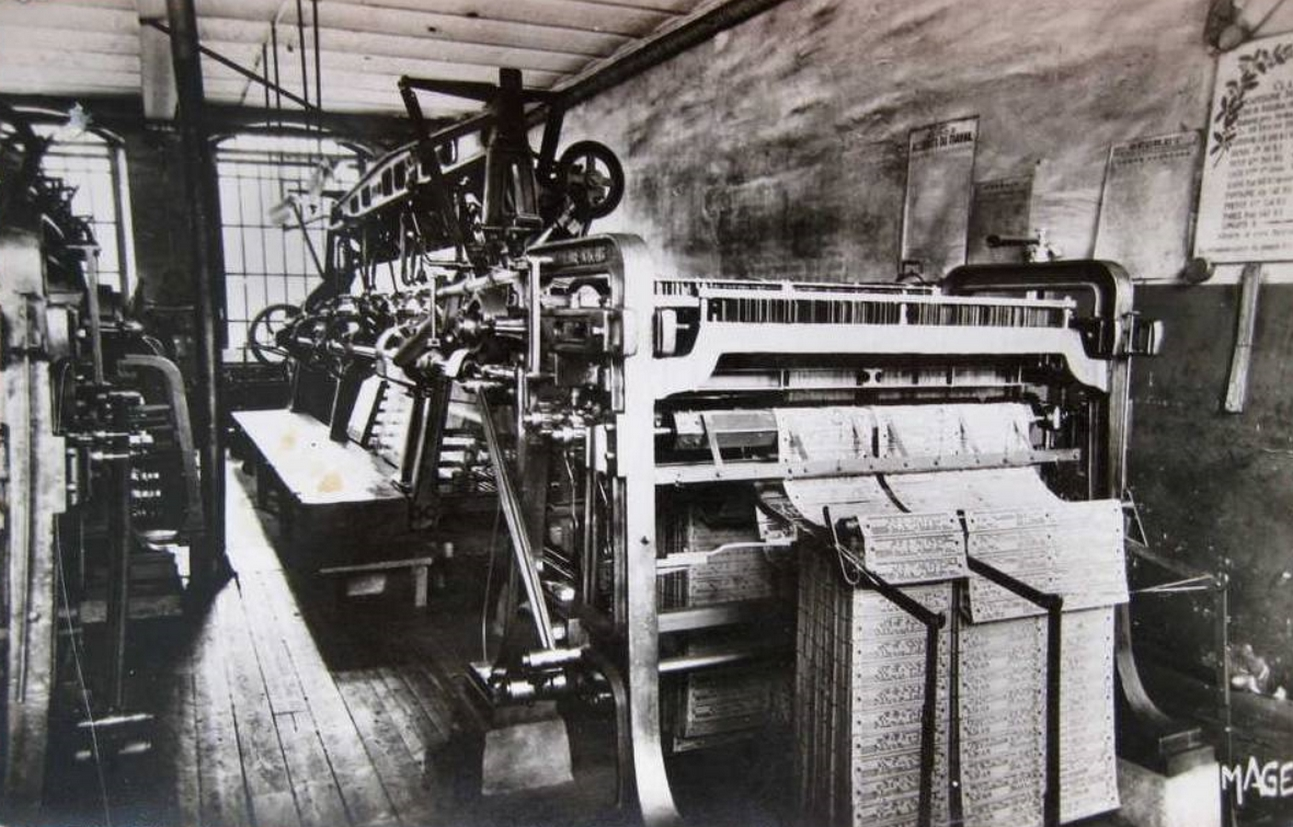
Métier à dentelle avec ses bandes perforées jacquard, début du XXe siècle.

##### Les origines
Valenciennes, et surtout Cambrai, étaient, sous l'Ancien Régime, les centres d'une industrie prospère des « toilettes » ou « batistes ». Cette production migra peu à peu dans les campagnes, si bien que le tissage à domicile était devenu l'activité principale de l'ensemble des villages du Cambrésis : à la fin du XVIIIe siècle plus de 10 000 métiers, dans le Hainaut et le Cambrésis, tissaient des toiles fines; au début du XIXe siècle certains villages du Cambrésis comptaient jusqu'à 400 ou 500 métiers. Cette activité avait commencé à décliner dès le règne de Louis XIV pour de multiples raisons. La Révolution française, les guerres qui suivirent, et le blocus continental accentuèrent encore ce déclin. Cette situation explique, au moins en partie, l'implantation dans la région au XIXe siècle d'une industrie des tulles et dentelles mécaniques, bénéficiant d'une part d'une main d'œuvre déjà formée et offrant d'autre part aux tisserands des campagnes la possibilité de trouver une activité de substitution,.
Les métiers à tulle furent inventés en Angleterre au début du siècle : à Nottingham en 1809, John Heathcoat fit breveter son invention d'un métier à pédales qui produisait mille treilles de tulle à la minute, tandis qu'au fuseau les dentellières en faisaient cinq ou six. Dans les années suivantes, de nombreux perfectionnements virent le jour, jusqu'à l'utilisation de la vapeur en 1822 qui permit l'installation de métiers en usines. Le métier à dentelles fut mis au point en France quelques années plus tard. À Lyon, en 1824, Colas et Delompré adaptèrent au métier à tulle Mechlin le système Jacquard de cartes perforées permettant de « programmer » la sélection des fils de chaîne et d'obtenir des dessins. En 1838 à Cambrai, Ferguson et Jourdan appliquèrent le système Jacquard au métier Leavers, créant une imitation de la dentelle de Chantilly, qui prit le nom de « dentelle de Cambrai ».

##### Des premiers métiers à la prospérité
Dès 1815 le premier métier à tulle anglais fut installé en France, à Valenciennes. L'Angleterre exportait son tulle en France mais interdisait l'exportation des machines pour tenter d'en conserver le monopole. En Angleterre même, le brevet déposé par Heathcoat et Lacey limitait les possibilités des autres inventeurs ou mécaniciens, tentés dès lors de s'établir à l'étranger. Enfin en France la lutte contre l'importation des marchandises étrangères était telle qu'elle provoqua en 1826 le mécontentement des industriels, des agriculteurs et des commerçants. Ces différents facteurs expliquent que de nombreux mécaniciens anglais introduisirent dans le nord de la France, pièce par pièce et en fraude, des métiers à tulle.
C'est en 1823 ou 1825 que Germain Carpriau installe le premier métier à tulle dans le Cambrésis, à Beauvois. En 1826, Placide Gabet installe le premier métier à Caudry. Dès 1833 l'Annuaire statistique du département du Nord signale à Caudry 20 fabriques de tissu de coton, 7 fabriques de tulle et une fabrique de métiers à tulle. Toutefois les débuts sont difficiles, car l'industrie française du tulle souffre de la concurrence des produits anglais, plus compétitifs. En 1826, l'Angleterre dispose de 15 000 machines totalisant 375 000 chevaux-vapeur, contre respectivement 525 et 9 000 en France.

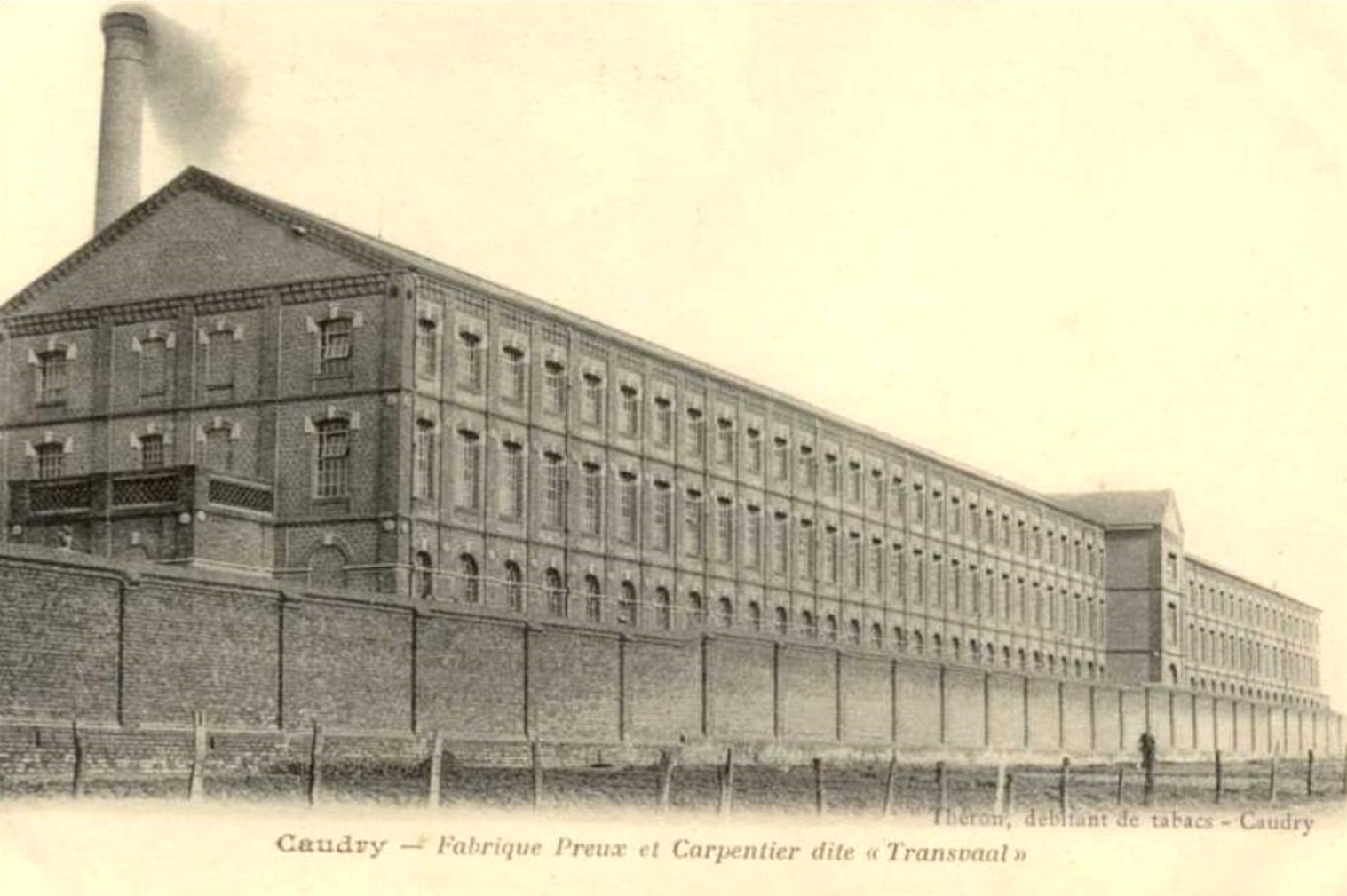
La fabrique Preux & Carpentier, dite « Transvaal ».

Mais au début des années 1830, lors de la monarchie de Juillet, la lutte contre l'importation en fraude de tulle anglais s'intensifie, ce qui aide l'industrie à se développer. En 1838, Théophile Tofflin commence la fabrication du tulle fantaisie, et à partir de cette époque la situation de l'industrie du tulle s'améliore. En 1850 plus de 25 000 personnes, hommes, femmes et enfants, travaillent aux métiers à tisser à domicile, dans les cantons qui entourent Caudry : Solesmes, Le Cateau, Carnières, Clary. À partir de 1850 apparaissent des métiers mus par la vapeur. Le premier métier à guipure est installé en 1865.
Cependant le traité de libre échange entre la France et l'Angleterre, signé en 1860, eut un effet désastreux sur l'industrie du Cambrésis, dont l'équipement en machines restait très inférieur à celui de l'Angleterre. Des pétitions adressées à l'Empereur Napoléon III par les fabricants, puis par les ouvriers, restèrent sans effet. De 350 en 1860, le nombre de métiers en activité passa à 147 sept ans plus tard et on comptait 300 indigents à Caudry.
La prospérité vient enfin à partir des années 1880 : l'essor industriel de la France, le goût du luxe, l'engouement pour la dentelle dans la mode féminine favorisent l'industrie caudrésienne. Entre 1881 et 1901 la population double presque. De 1 926 habitants en 1804, Caudry passe à 13 360 en 1911 et devient une ville où se juxtaposent encore aujourd'hui corons ouvriers, maisons de maître et ateliers et usines textiles. On compte à cette époque à Caudry 120 fabricants et une dizaine de grandes usines disposant de matériel moderne : 650 métiers à dentelles, 400 métiers à tulle, 150 machines à broder,. Des maisons de commission anglaises et allemandes s'installent à Caudry, ainsi qu'un consulat américain. Cet essor est brutalement arrêté par la Première Guerre mondiale.

##### Syndicats ouvriers et socialisme

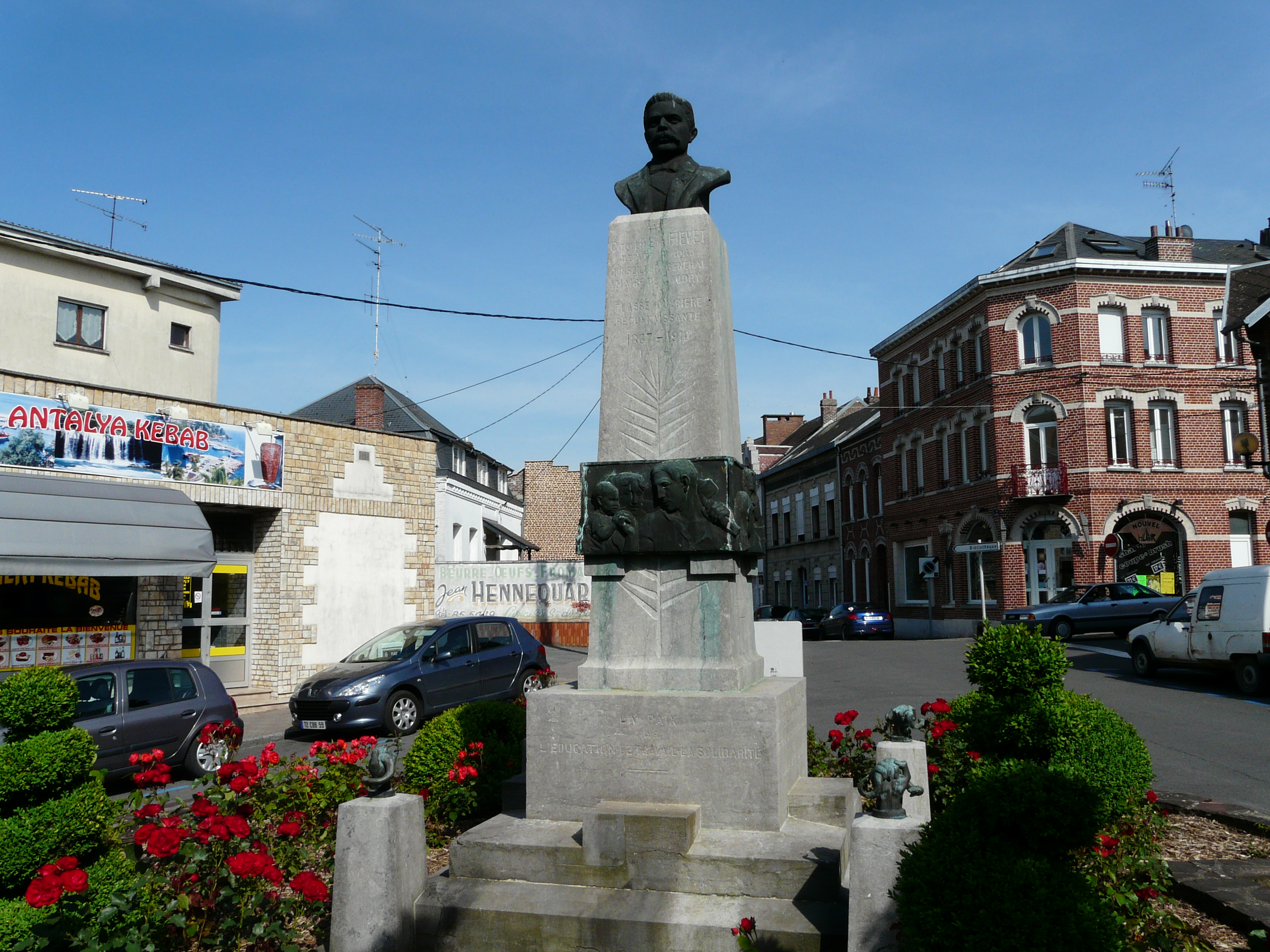
Le monument à Eugène Fiévet, maire socialiste de Caudry de 1900 à 1910.

Le développement de l'industrie s'accompagna d'une forte progression du syndicalisme et des idées socialistes, notamment sous l'influence de Jules Guesde, dont le Parti ouvrier français, fondé en 1882, s'appuyait sur de nombreux groupes socialistes et syndicats ouvriers dans la région de Lille, le bassin minier, le Cambrésis et le bassin de la Sambre.
Si la Confédération générale du travail fut constituée à Limoges en 1895, les ouvriers caudrésiens n'y adhérèrent pas aussitôt, préférant se regrouper sous la forme de sociétés d'assistance, de jeux ou de secours mutuels. La première association ouvrière de Caudry date de 1883, quand fut fondé le « syndicat à casquettes » ou « clique à chariots », association amicale sans action revendicative, transformée l'année suivante en société de secours mutuel sous le nom d'« Union des ouvriers tullistes ». Le premier véritable syndicat fut fondé en 1890 à l'instigation d'Eugène Fiévet secondé par Ernest Plet, ouvriers tullistes, sous le nom de « Syndicat des tullistes et similaires ». Les ouvriers étaient alors payés différemment par leurs employeurs, certains travaux n'étaient pas rémunérés, et le temps de travail n'était pas limité. Aussi ce syndicat chercha-t-il à obtenir une tarification homogène du travail. L'échec des négociations entraîna la première grève à Caudry, en 1891. Elle opposa, parfois violemment, grévistes et « moutons noirs », et fut finalement brisée par les gendarmes et la troupe.
L'échec de cette grève amena une désaffection pour le syndicat. Cependant vers 1893 Eugène Fiévet en fonda un nouveau, réservé aux dentelliers pour plus de cohésion, tandis que les autres professions restèrent longtemps sans organisation syndicale. Un tarif fut finalement accepté  par le patronat en 1897, mais dénoncé dès l'année suivante : ceci conduisit à une deuxième grève, en 1898, qui fut victorieuse pour les syndicats ouvriers. En 1904, puis en 1907, les différents syndicats de la ville s'unirent en une « Union locale des chambres syndicales ouvrières de Caudry et environs ». D'autres grèves eurent lieu en 1911, à cause de la hausse des prix des produits agricoles, en 1914 pour des hausses de salaire. L'activité syndicale favorisa également la création en 1902 d'une coopérative de consommation, « La Caudrésienne », qui par étapes devint en 1931 « Les Coopérateurs d'Escaut et Sambre », société dont l'activité couvrait le Cambrésis et le Vermandois.
Aux élections municipales de 1892, Caudry, avec Roubaix, fut conquise par les socialistes du Parti ouvrier français. En 1900 Eugène Fiévet devint maire de Caudry, et député du Nord en 1906. En 1903 Jean Jaurès se rendit dans le Nord à l'occasion de la grande grève des tisseurs. Son passage à Caudry le 25 octobre marqua un temps fort dans la vie locale. Il devait revenir en 1911 pour l'inauguration du monument à Eugène Fiévet, mort en 1910.

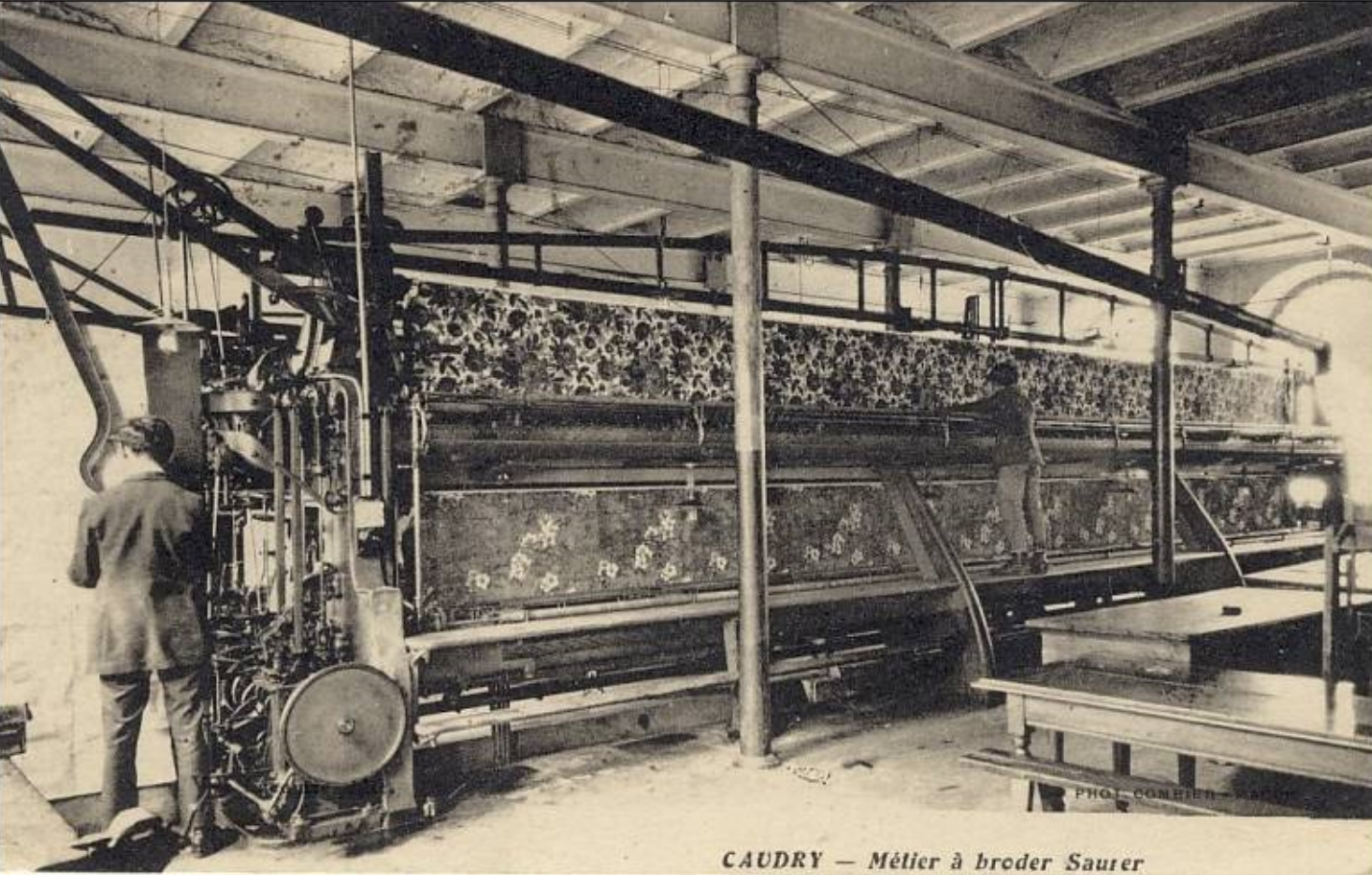
Métier à broder Saurer
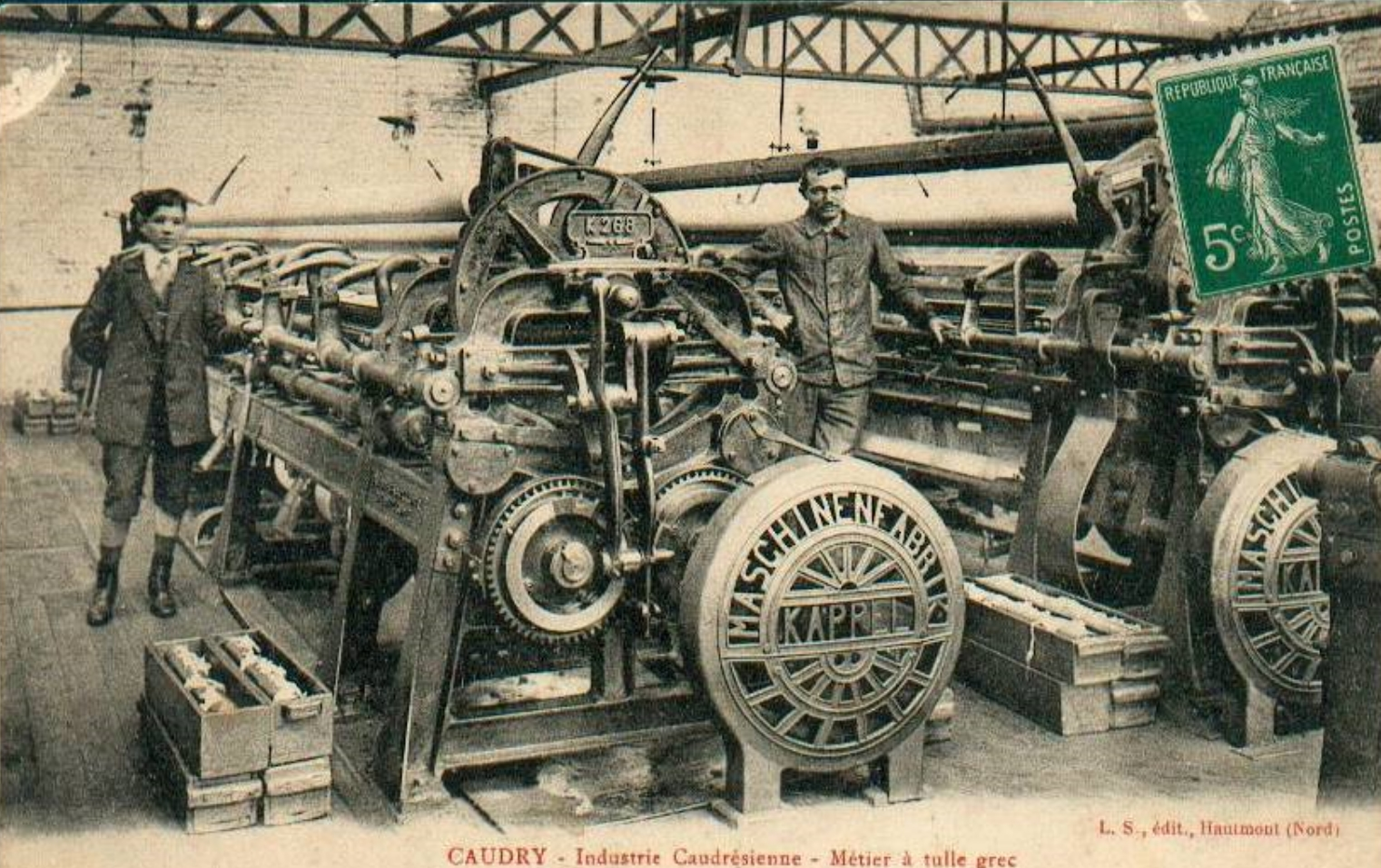
Machine à tulle grec
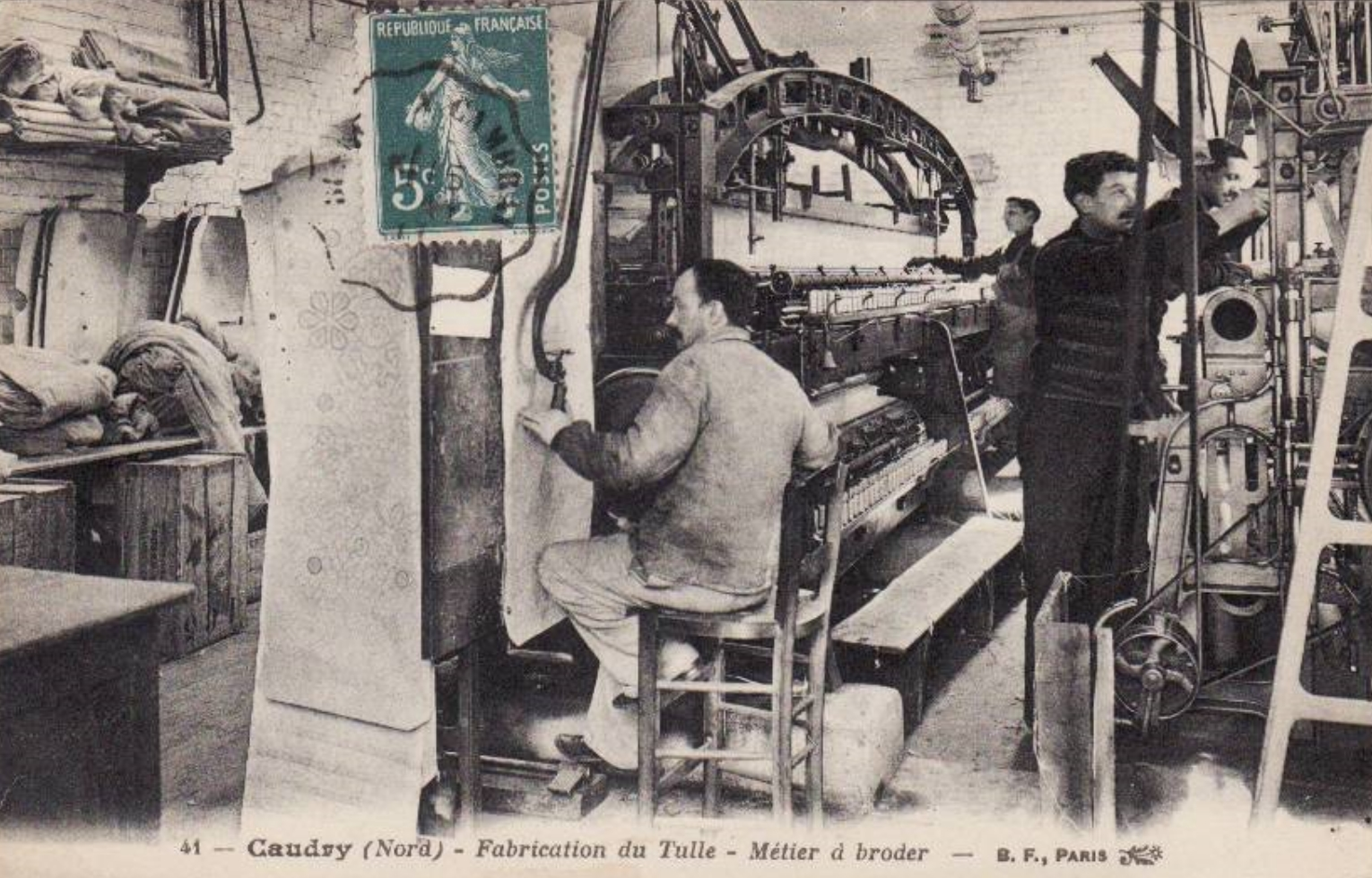
Fabrication du tulle - métier à broder

#### De la Première à la Seconde Guerre mondiale

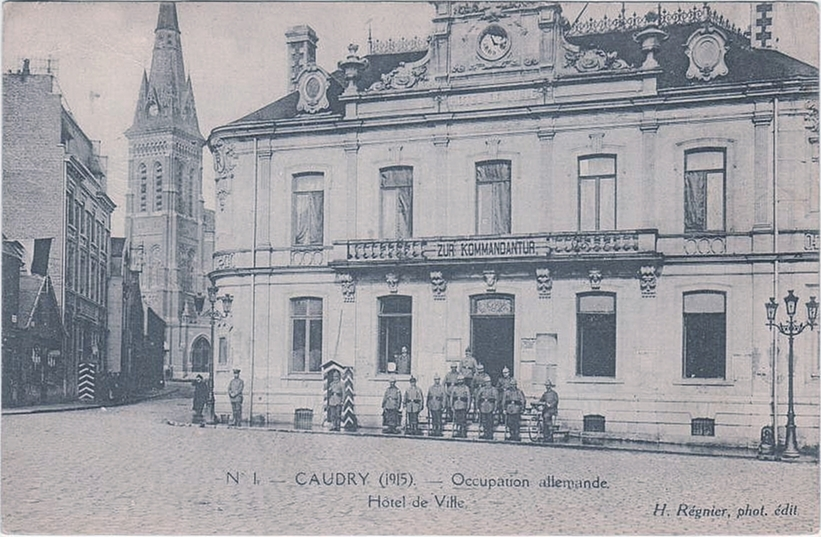
La mairie transformée en Kommandantur

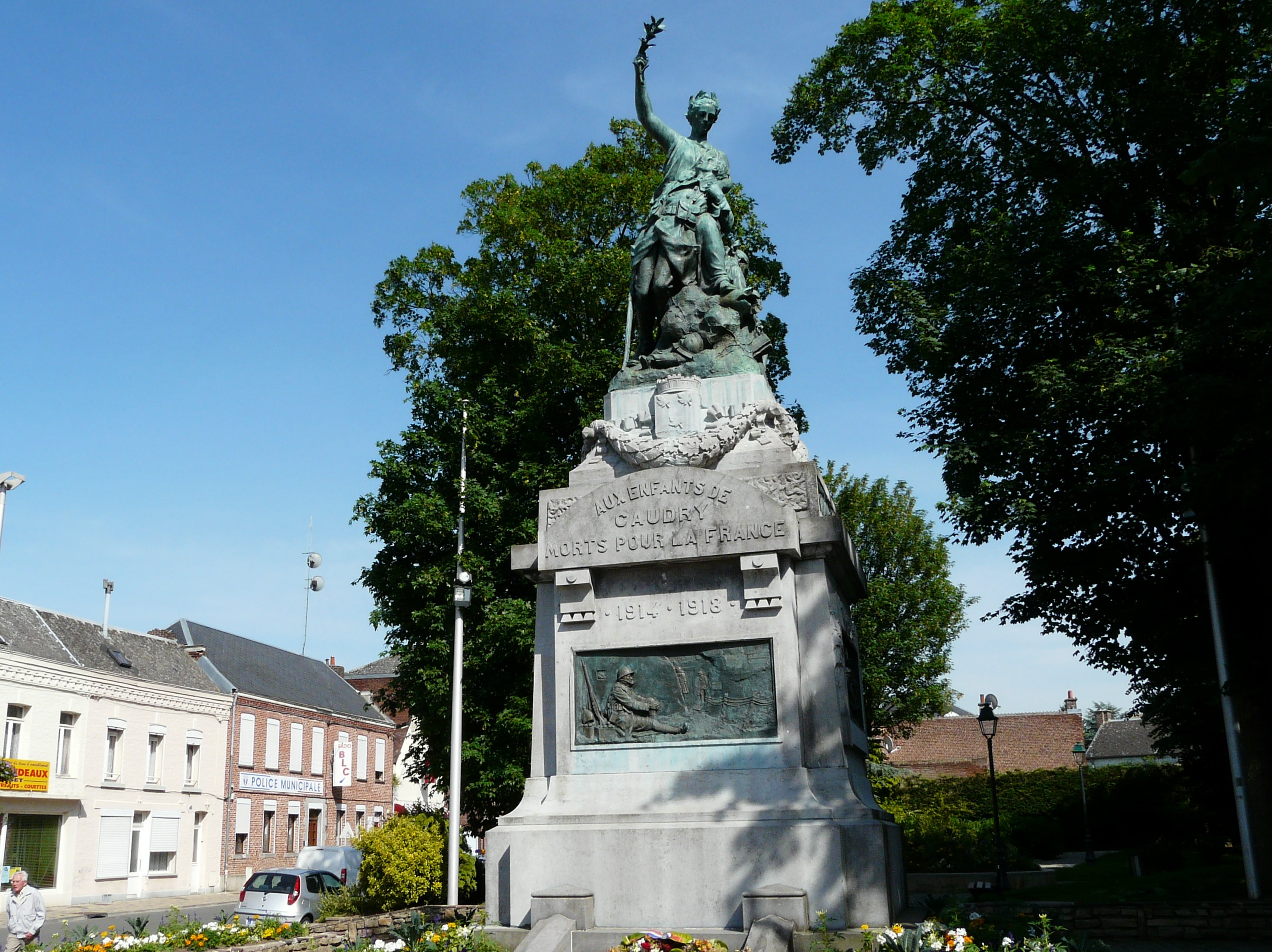
Le monument aux morts

Durant la Première Guerre mondiale, Caudry et le Cambrésis furent occupés par les troupes allemandes pendant presque toute la durée du conflit. Les troupes allemandes entrèrent dans la ville le 27 août 1914 au matin. La mairie servit de Kommandantur à l'armée d'occupation. À Caudry comme ailleurs dans le Nord, l'occupation par les troupes allemandes fut lourde : jusqu'à 20 000 soldats furent hébergés dans la ville, pour 12 000 habitants qui y étaient restés. Les réquisitions furent nombreuses, et le matériel des usines fut pillé, notamment pour le cuivre, le plomb, l'étain dont manquaient les Allemands. La ville fut libérée par la 37e division anglaise le 10 octobre 1918. Le cimetière militaire britannique et le cimetière militaire allemand furent créés à cette époque à côté du cimetière communal. Le carré militaire français de Caudry est créé en 1920.
En 1920, le conseil municipal décida d'élever un monument à la mémoire des 445 Caudrésiens morts pendant la guerre. Œuvre du statuaire Paul Theunissen, le monument aux morts représente l'Humanité reconnaissante, sous les traits d'une jeune fille parée d'une couronne de fleurs, qui reçoit dans son bras gauche un poilu expirant. Sur les faces latérales du monument sont représentés quatre bas-reliefs en bronze évoquant le poilu dans sa tranchée pensant à sa ville natale, l'évacuation en octobre 1918, la libération de la cité et la visite aux tombes. Le monument fut inauguré le 1er octobre 1922.
La remise en route de l'industrie textile après la guerre fut lente et difficile en raison des destructions, du manque de matières premières, de transports et d'énergie, et de la concurrence nouvelle de la Suisse. Après 1922 l'activité reprit, les métiers endommagés ou détruits pendant la guerre furent remplacés par du matériel moderne, de nouvelles usines furent construites. Cependant la crise économique de 1929 frappa durement Caudry : en 1933, la production de tulle était presque entièrement arrêtée. Un rapport de la Chambre de Commerce de Cambrai donnait 26 millions de chiffre d'affaires dans les tulles et dentelles en 1935, contre 320 millions en 1930. On compta jusqu'à 2 000 chômeurs à Caudry. Des métiers furent vendus comme ferraille ou expédiés en Belgique, en Italie ou en Espagne.
La guerre, en septembre 1939, vint mettre un nouveau coup d'arrêt à la reprise économique de la fin des années 1930. La ville subit une nouvelle occupation allemande dès le 18 mai 1940. Au printemps de 1942 un petit groupe de résistants se constitua à Caudry autour de Gaston Dassonville. Il aidait les réfractaires et les aviateurs alliés abattus et mena des actions de renseignement et de sabotage. La 5e division blindée américaine entra dans Caudry le 3 septembre 1944.

#### Reconversion industrielle

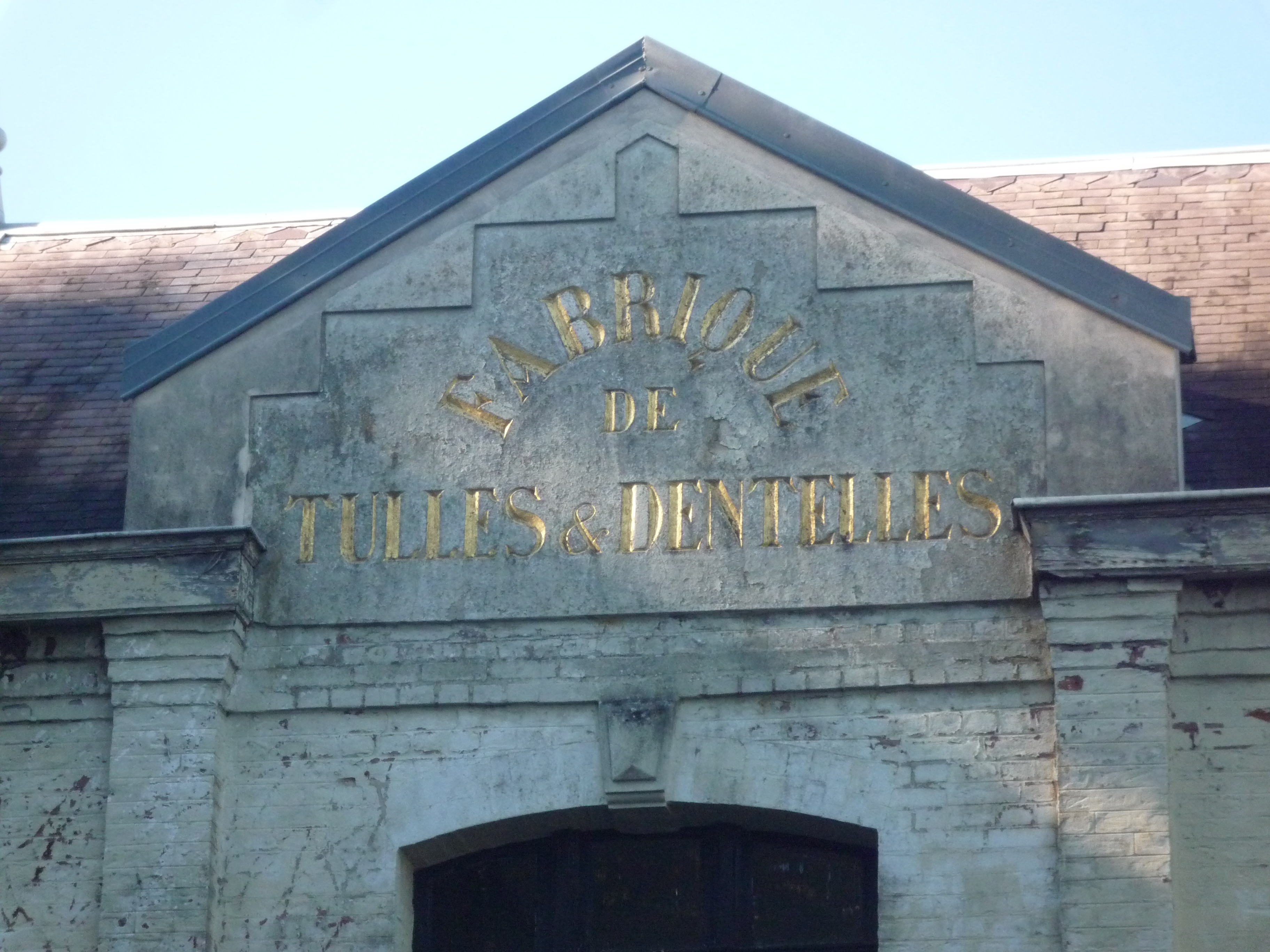
Le fronton d'une ancienne fabrique de tulle et de dentelle.

Malgré la reprise de la fabrication des tulles, dentelles et broderies après les deux guerres, 60 % des entreprises existant en 1914 avaient disparu en 1953.
La dentelle demeure le fondement du tissu industriel local avec douze dentelliers qui emploient encore 800 personnes.
Cependant l'activité économique repose désormais largement sur la diversification des activités. Ainsi, depuis le début des années 1970, des secteurs tels que l'agroalimentaire, les cosmétiques ou encore l'imprimerie se sont implantés sur la zone industrielle de plus de 100 hectares, qui accueille une trentaine d'entreprises employant 1 500 personnes.
Par ailleurs, une zone artisanale et commerciale achevée en 2010 en bordure de la route départementale 643 contribue à l'activité économique de la ville.
Les nouvelles structures (norme HQE du lycée Jacquard) et la rénovation du centre-ville contribuent également à une modernisation de la cité.

## Politique et administration

### Rattachements administratifs et électoraux
La commune fait partie de l'arrondissement de Cambrai du département du Nord, en région Hauts-de-France. Pour l'élection des députés, elle dépend de la dix-huitième circonscription du Nord.
Elle faisait partie depuis 1793 du canton de Clary. Dans le cadre du redécoupage cantonal de 2014 en France, la commune devient le bureau centralisateur du nouveau  canton de Caudry.
La ville de Caudry est dans le ressort de la cour d'appel de Douai, du tribunal de grande instance, du tribunal d'instance et du conseil de prud'hommes de Cambrai, et à la suite de la réforme de la carte judiciaire engagée en 2007, du tribunal de commerce de Douai.

### Intercommunalité
La commune était le siège de la communauté de communes du Caudrésis créée le 29 décembre 1993.
Celle-ci a fusionné le 1er janvier 2010 avec la communauté de communes du Pays de Matisse pour constituer la communauté de communes du Caudrésis - Catésis (devenue en 2019 la communauté d'agglomération du Caudrésis - Catésis), dont la ville de Beauvois-en-Cambrésis est désormais le siège.
La ville est également membre, en 2017, des syndicats suivants :
- SIVU Murs Mitoyens du Cambrésis ;
- Syndicat intercommunal de l'énergie du Cambrésis (SIDEC) ;
- Syndicat intercommunal pour l'aménagement du Val du Riot ;
- SIVU Scènes mitoyennes Cambrai Caudry ;
- Syndicat interdépartemental des eaux du Nord de la France (SIDEN-SIAN)[38].

### Tendances politiques et résultats
Caudry est historiquement une ville « de gauche » et cette tendance semble confirmée par la plupart des consultations électorales récentes, même si les élections municipales de 2008 et 2014 et les élections législatives de 2007, 2012 et 2017 ont vu la victoire de candidats de droite.
Au deuxième tour des élections législatives de 2017, 76,45 % des électeurs caudrésiens ont voté pour Guy Bricout, candidat apparenté UDI et maire de Caudry (63,67 % dans la 18e circonscription du Nord) et 23,55 % pour Claire Pommeyrol-Burlet (REM) (36,33 % dans la circonscription), avec un taux de participation de 44,79 % à Caudry et de 41,56 % dans la circonscription,.
Au premier tour de l'élection présidentielle de 2017 les quatre candidats arrivés en tête à Caudry sont Marine Le Pen (FN, 35,77 %), Jean-Luc Mélenchon (LFI, 19,53 %), Emmanuel Macron (EM, 17,13 %) et François Fillon (Les Républicains, 13,33 %) avec un taux de participation de 72,37 %. Au second tour Marine Le Pen arrive en tête avec 56,54 % des voix et un taux de participation de 69,55 %.
Au deuxième tour des élections régionales de 2015, 54,09 % des suffrages exprimés sont allés à la liste conduite par Xavier Bertrand (Les Républicains), et 45,91 % à la liste FN de Marine Le Pen, pour un taux de participation de 55,42 %.
Au second tour des élections départementales de 2015, Guy Bricout et Anne-Sophie Lécuyer (Union de la Droite) arrivent en tête à Caudry avec 71,22 % des suffrages exprimés, et Jean Danjou et Mélanie Disdier (FN) 28,78 %, pour un taux de participation de 50,36 % (4 768 voix pour 5 032 votants et 9 993 inscrits).
Aux élections municipales de 2014, la liste « Ensemble pour Caudry » de Guy Bricout (DVD) a obtenu 69,58 % des suffrages et 29 élus, la liste « Caudry Bleu Marine » de Mélanie Disdier (FN) 14,21 % et 2 élus, la liste « Caudry agir autrement » de Christian Dervaux (PS) 9,24 % et 1 élu, la liste « À Caudry, l'humain d'abord » de Brigitte Lefebvre (Front de gauche) 5,42 % et 1 élu et la liste « Solidaristes » de Joël Lamand (Alliance royale) 1,52 %, pour un taux de participation de 61,16 %.
Au premier tour de l'élection présidentielle de 2012, les quatre candidats arrivés en tête à Caudry sont François Hollande (PS, 32,55 %), Marine Le Pen (FN, 23,87 %), Nicolas Sarkozy (UMP, 20,02 %) et Jean-Luc Mélenchon (Front de gauche, 11,98 %) avec un taux de participation de 71,72 %. Au second tour, François Hollande arrive en tête avec 59,98 % des voix et un taux de participation de 70,98 %.
Au deuxième tour des élections législatives de 2012, 59,36 % des électeurs de Caudry ont voté pour François-Xavier Villain (UDI) (57,63 % dans la 18e circonscription du Nord), 40,64 % pour Martine Filleul (PS) (42,37 % dans la circonscription), avec un taux de participation de 51,07 % à Caudry et de 55,61 % dans la circonscription.
Au deuxième tour des élections régionales de 2010, 55,57 % des électeurs ont voté pour la liste conduite par Daniel Percheron (PS, Front de gauche, Europe Écologie), 22,51 % pour celle de Valérie Létard (UMP), et 21,92 % pour la liste de Marine Le Pen (FN), pour un taux de participation de 43,90 %.
Aux élections européennes de 2009, les deux meilleurs scores à Caudry étaient ceux de la liste du Parti socialiste conduite par Gilles Pargneaux, qui a obtenu 786 suffrages soit 25,43 % des suffrages exprimés (département du Nord 19,55 %), et de la liste de la Majorité présidentielle conduite par Dominique Riquet, qui a obtenu 619 suffrages soit 20,03 % des suffrages exprimés (département du Nord 24,57 %), pour un taux de participation de 32,97 %.
Aux élections municipales de 2008, la liste « Ensemble pour Caudry » de Guy Bricout (Majorité présidentielle) a obtenu 68,20 % des suffrages et 28 élus, la liste « Caudry pour tous » de Christiane Marande-Podevin (PS) 24,68 % et 4 élus et la liste « Gestion plus adroite » de Mélanie Disdier (Front national) 7,12 % et 1 élu, pour un taux de participation de 61,98 %.
Au deuxième tour de l'élection présidentielle de 2007, 55,37 % des électeurs caudrésiens ont voté pour Ségolène Royal (PS), et 44,63 % pour Nicolas Sarkozy (UMP), avec un taux de participation de 76,32 %.
Au deuxième tour des élections législatives de 2007, 54,12 % des électeurs de Caudry ont voté pour François-Xavier Villain (DLR) (57,45 % dans la 18e circonscription du Nord), 45,88 % pour Brigitte Douay (PS) (42,55 % dans la circonscription), avec un taux de participation de 57,46 % à Caudry et de 60,08 % dans la circonscription.

### Administration municipale

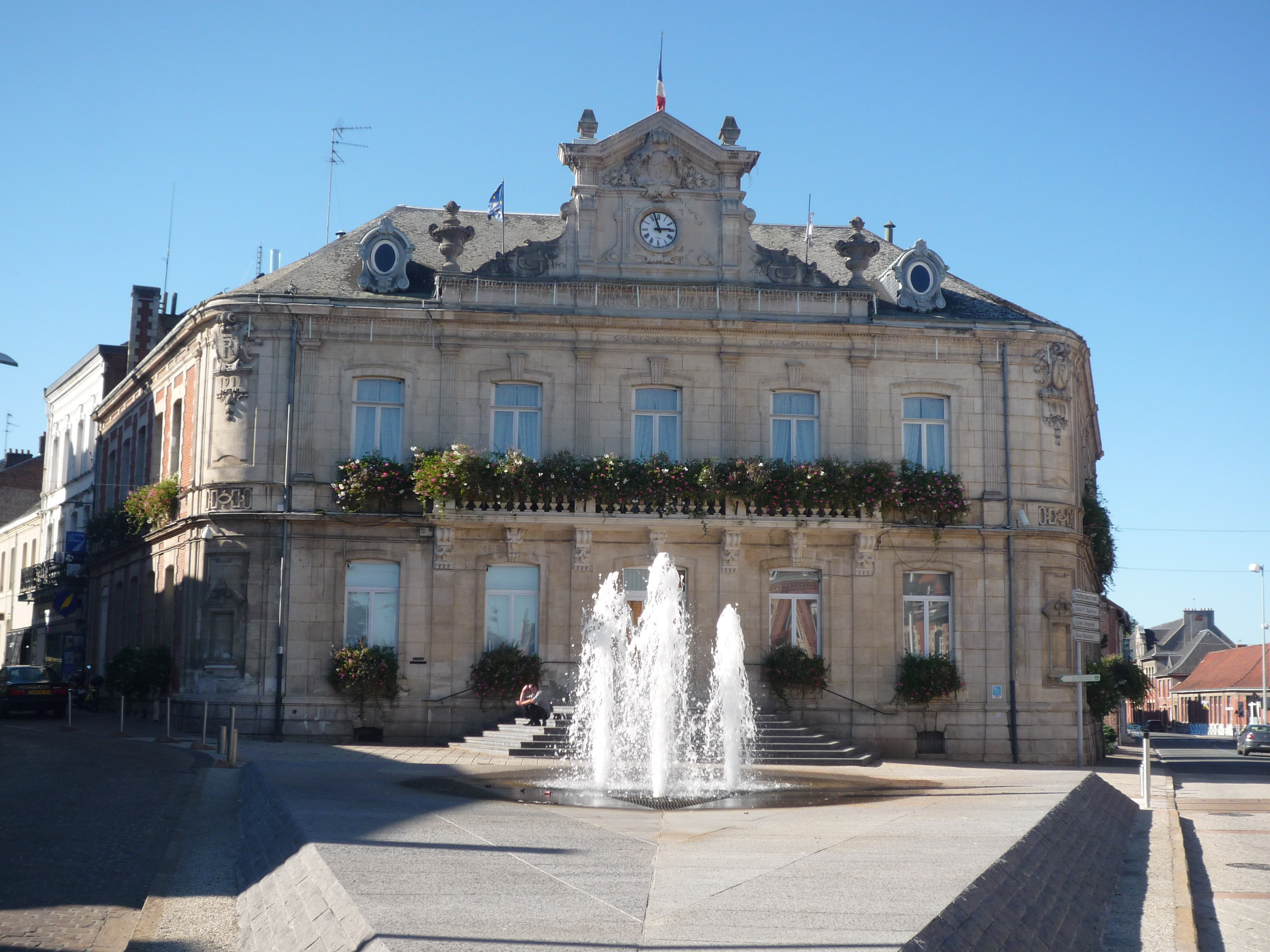
La mairie de Caudry.

La population de la commune étant comprise entre 10 000 et 20 000 habitants, le conseil municipal comprend 33 membres.
À la suite des élections municipales de 2020, la composition du conseil municipal de Caudry est la suivante :

### Liste des maires
La liste des maires de Caudry est connue depuis 1801, elle figure sur une plaque située dans le bâtiment de la mairie. Depuis 1945, sept maires se sont succédé :
| Période         | Période                   | Identité         | Étiquette    | Qualité |
| --------------- | ------------------------- | ---------------- | ------------ | --- |
| 19 mai 1945     | octobre 1947              | Maurice Lefebvre | SFIO         | |
| 26 octobre 1947 | mars 1965                 | Albert Dhélin    |              | Comptable |
| 28 mars 1965    | mars 1983                 | Henri Lefebvre   | SFIO puis PS | Enseignant, principal de collège Conseiller général de Clary (1970 → 1983) |
| 20 mars 1983    | mars 1989                 | Paul Moreau      | PS           | Inspecteur central des PTT Conseiller régional du Nord-Pas-de-Calais [Quand ?] Député du Nord (17e circ.) (1981 → 1986) |
| 18 mars 1989    | mars 1995                 | Jacques Warin    | PS           | Inspecteur général de la Jeunesse et des Sports Conseiller général de Clary (1983 → 1995) |
| 18 juin 1995    | 1er juillet 2017,         | Guy Bricout      | DVD puis UDI | Directeur divisionnaire des impôts Conseiller général de Clary (1995 → 2015) puis conseiller départemental de Caudry (2015 →) Suppléant de François-Xavier Villain, député (UDI) de la dix-huitième circonscription du Nord Président de la communauté de communes du Caudrésis - Catésis (2014 → 2017) Député du Nord (18e circ.) (2017 →)     |
| 9 juillet 2017, | En cours (au 24 mai 2020) | Frédéric Bricout | DVD          | Directeur de centre de formation Conseiller municipal délégué à la communication, à l'organisation d'événementiels et aux relations avec les associations patriotiques et internationales (2014 → 2017) Vice-président de la 4C délégué au développement économique et aux finances (2017 →) Fils du précédent. Réélu pour le mandat 2020-2026. |

### Politique environnementale
Caudry pratique le tri sélectif et gère une déchèterie depuis le 1er mars 1992.
La protection et la mise en valeur de l'environnement font partie des compétences de la communauté de communes du Caudrésis - Catésis. Ses « brigades vertes » interviennent sur le territoire de l'ensemble des communes pour la création et l'entretien des espaces verts, l'aménagement de l'espace rural, les plantations et l'abattage d'arbres.
La communauté de communes a également décidé, début 2009, d'ajouter à ses compétences la diversification des sources d'énergie. Un cabinet d'études a retenu cinq zones potentielles pour l'implantation d'éoliennes.

### Jumelages
La ville de Caudry est jumelée avec
- Colfontaine (Belgique) depuis 1963
- Wedel (Allemagne) depuis 1963.

En juillet 1964, une équipe de bénévoles de l'Amicale laïque de Caudry placée sous la direction de Pierre Bazin accueille le Jugendmusikkorps de Wedel. Des liens d'amitié se nouent entre les deux villes et les échanges s'intensifient. Le jumelage est officialisé à Wedel le 8 juin 1985 et à Caudry le 25 octobre 1986. Depuis, un comité assure la pérennité des relations entre Wedel et Caudry.

## Population et société

### Démographie
Ses habitants sont appelés les Caudrésiens.
Caudry se classe par sa population au deuxième rang dans l'arrondissement de Cambrai. Le nombre d'habitants augmente rapidement à la fin du XIXe siècle avec le développement de l'industrie textile, culminant à 13 390 habitants en 1911. Après les baisses dues aux deux guerres mondiales, la croissance démographique reprend lentement et la population de la ville est de 14 311 habitants au recensement de 2009.

#### Évolution démographique
L'évolution du nombre d'habitants est connue à travers les recensements de la population effectués dans la commune depuis 1793. Pour les communes de plus de 10 000 habitants les recensements ont lieu chaque année à la suite d'une enquête par sondage auprès d'un échantillon d'adresses représentant 8 % de leurs logements, contrairement aux autres communes qui ont un recensement réel tous les cinq ans,.

En 2022, la commune comptait 14 032 habitants, en évolution de −3,18 % par rapport à 2016 (Nord : +0,51 %, France hors Mayotte : +2,11 %).
| 1793  | 1800  | 1806  | 1821  | 1831  | 1836  | 1841  | 1846  | 1851  |
| ----- | ----- | ----- | ----- | ----- | ----- | ----- | ----- | ----- |
| 2 015 | 1 902 | 2 045 | 2 646 | 3 343 | 3 193 | 3 318 | 3 549 | 3 685 |

| 1856  | 1861  | 1866  | 1872  | 1876  | 1881  | 1886  | 1891  | 1896  |
| ----- | ----- | ----- | ----- | ----- | ----- | ----- | ----- | ----- |
| 4 003 | 4 421 | 4 421 | 4 365 | 4 752 | 5 334 | 7 389 | 8 045 | 9 460 |

| 1901  | 1906   | 1911   | 1921   | 1926   | 1931   | 1936   | 1946   | 1954   |
| ----- | ------ | ------ | ------ | ------ | ------ | ------ | ------ | ------ |
| 9 934 | 11 066 | 13 390 | 12 336 | 12 458 | 13 056 | 13 031 | 12 163 | 12 173 |

| 1962   | 1968   | 1975   | 1982   | 1990   | 1999   | 2006   | 2011   | 2016   |
| ------ | ------ | ------ | ------ | ------ | ------ | ------ | ------ | ------ |
| 13 207 | 13 328 | 13 579 | 14 095 | 13 579 | 13 469 | 13 605 | 14 582 | 14 493 |

| 2021   | 2022   | - | - | - | - | - | - | - |
| ------ | ------ | - | - | - | - | - | - | - |
| 14 070 | 14 032 | - | - | - | - | - | - | - |

#### Pyramide des âges
La population de la commune est relativement jeune.
En 2018, le taux de personnes d'un âge inférieur à 30 ans s'élève à 38,9 %, soit en dessous de la moyenne départementale (39,5 %). À l'inverse, le taux de personnes d'âge supérieur à 60 ans est de 23,9 % la même année, alors qu'il est de 22,5 % au niveau départemental.
En 2018, la commune comptait 6 972 hommes pour 7 515 femmes, soit un taux de 51,87 % de femmes, légèrement supérieur au taux départemental (51,77 %).
Les pyramides des âges de la commune et du département s'établissent comme suit.
| Hommes | Classe d’âge | Femmes |
| ------ | ------------ | ------ |
| 0,5    | 90 ou +      | 1,7    |
| 4,5    | 75-89 ans    | 9,6    |
| 14,5   | 60-74 ans    | 16,7   |
| 18,6   | 45-59 ans    | 19,1   |
| 19,2   | 30-44 ans    | 17,7   |
| 20,6   | 15-29 ans    | 17,2   |
| 22,1   | 0-14 ans     | 18,0   |

| Hommes | Classe d’âge | Femmes |
| ------ | ------------ | ------ |
| 0,5    | 90 ou +      | 1,4    |
| 5,3    | 75-89 ans    | 8,1    |
| 14,8   | 60-74 ans    | 16,2   |
| 19,1   | 45-59 ans    | 18,4   |
| 19,5   | 30-44 ans    | 18,7   |
| 20,7   | 15-29 ans    | 19,1   |
| 20,2   | 0-14 ans     | 18     |

### Enseignement

Lycée polyvalent Jacquard aux normes HQE.

Caudry est rattachée à la circonscription de Cambrai-sud de l'inspection académique du Nord dans l'académie de Lille.
La commune gère quatre écoles maternelles (Batisse-et-Laïte, Jean-Lebas, Jules-Ferry et Françoise-Dolto) et quatre écoles élémentaires (Paul-Bert, Condorcet, Jean-Macé et Janssoone). L'école Sainte Maxellende (depuis 09/2013), ex-école Saint-Michel, est un établissement privé.
Le département du Nord gère deux collèges : le collège Jean-Monnet et le collège Jacques-Prévert.
La région Hauts-de-France gère le lycée polyvalent public Joseph-Marie-Jacquard, qui est l'un des premiers de France (le second après celui de Calais) à avoir intégré l'approche HQE, avec des toitures végétalisées, des matériaux sains, une climatisation par puits canadien, puits de lumière, récupération ou filtration/épuration des eaux pluviales, repas bio, etc.

### Santé
Caudry compte environ trente médecins généralistes et spécialistes. La ville dispose également de deux dispensaires médicaux : le centre d'action médico-sociale précoce (CAMSP) et le centre médico-scolaire, d'un centre médico-psychologique, d'une maison de retraite avec service de moyen séjour, l'établissement d'hébergement pour personnes âgées dépendantes Léonce-Bajart et d'une maison de retraite privée, La Dentellière, ouverte en 2011.
Les centres hospitaliers les plus proches sont ceux du Cateau-Cambrésis, de Cambrai et de Valenciennes.

### Sports

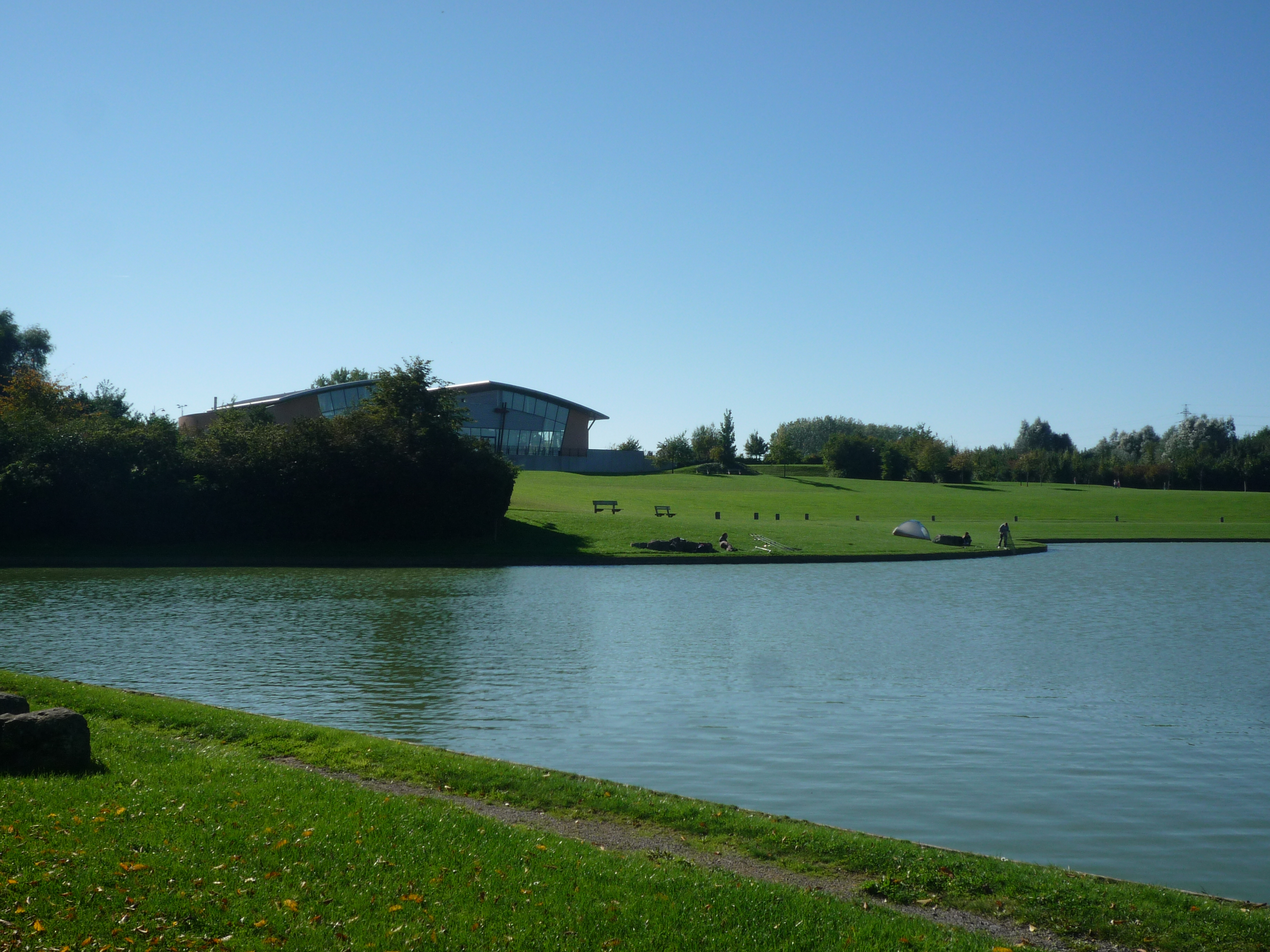
La base de loisirs.

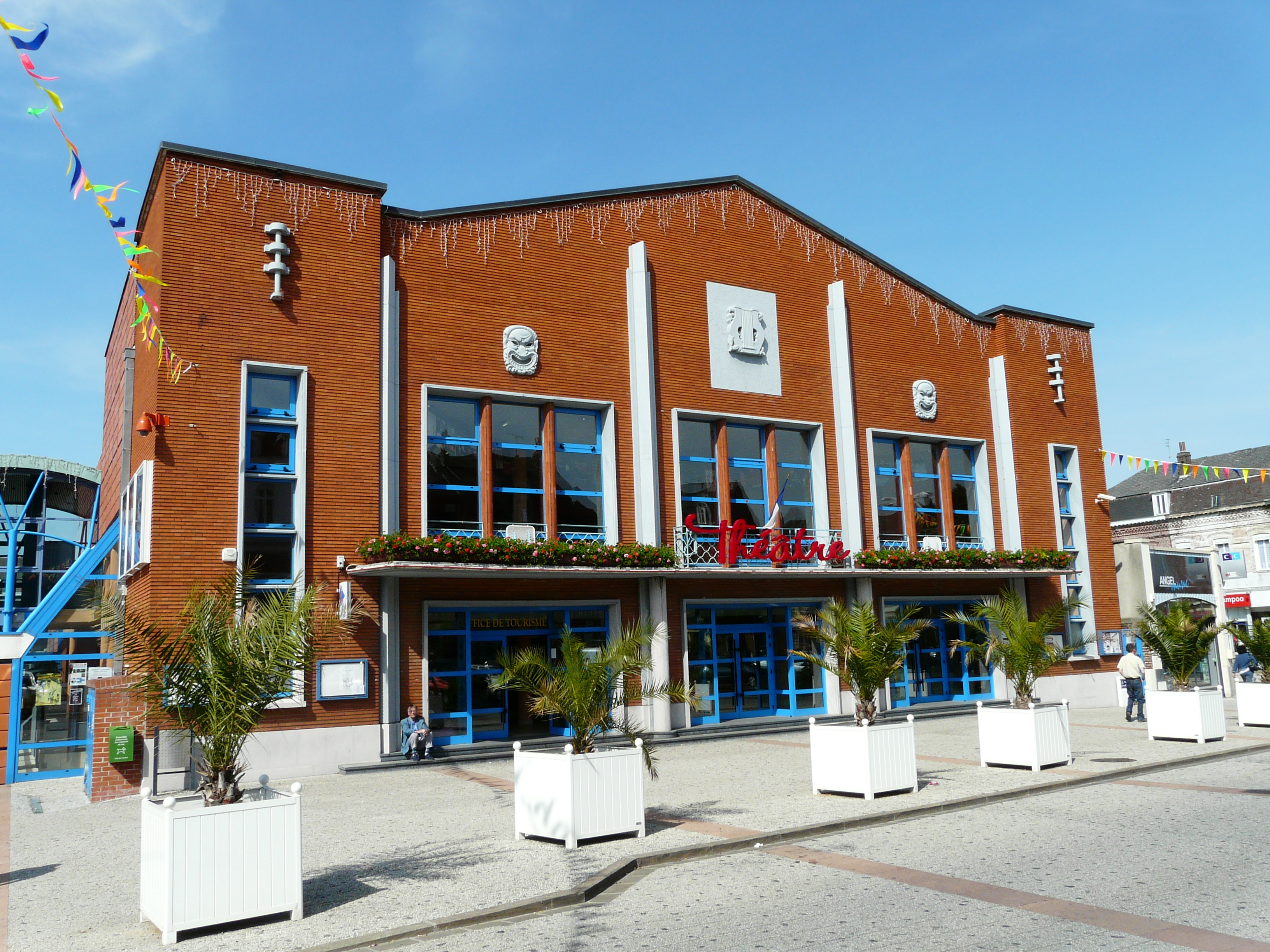
La salle des fêtes.

Il existe plus de quarante associations sportives à Caudry.
Caudry comptait par le passé deux piscines désormais fermées : la piscine « Tournesol » ainsi que l'espace nautique en plein air, la « piscine découverte ». Aujourd'hui les activités nautiques ont lieu à l'espace nautique intercommunal de Caudry. La ville compte également plusieurs salles de sport : la salle Pierre-de-Coubertin, construite en 1980 et rénovée en 2005, la salle Secrétin, la salle Paul-Bert, les courts de tennis de la rue Henri-Barbusse, la salle de danse, la salle des tullistes (avec mur d'escalade), la salle de tir, la salle Paul-Sautière et le Palais des Sports, construit entre 2003 et 2005. Cet équipement offre trois salles, dont une grande avec tribunes de 500 places.
Les terrains de sports incluent le stade Louis-Sandras (avec « Skate–Roller Park »), le stade Jean-Brac, le stade Jacques-Prévert, deux plateaux multisports, le boulodrome municipal. Caudry a trois terrains de jeux et de sports de quartiers : Maupassant, Négrier et Fénelon.
La base de loisirs du « val du Riot » d'une superficie de 12 hectares, exploitée par un syndicat intercommunal réunissant Caudry et Beauvois-en-Cambrésis, permet notamment la pratique de la pêche dans ses trois étangs, ainsi que du javelot et du tir à l'arc. Elle possède aussi un terrain de « beach-volley », des murs d'escalade, deux terrains de « boule et pétanque ».
Le Star Club caudrésien, fondé en 1903 (cofondateur : Léonce Bajart) et disparu en 1967 après sa fusion avec l'US Viesly, a gagné le championnat de France de football version Fédération cycliste et athlétique de France en 1909.

### Médias
Le quotidien régional La Voix du Nord publie une édition locale pour le Cambrésis. L'Observateur du Cambrésis est un hebdomadaire d'informations locales et d'annonces.
Les programmes de Radio BLC, station de radio associative, sont émis depuis Caudry. Les habitants de Caudry reçoivent également, outre certaines stations de radio nationales, les programmes de France Bleu Nord, de Chérie FM Cambrai et de RFM Nord.
La ville est couverte par les programmes de France 3 Nord-Pas-de-Calais et les chaînes nationales de la TNT. Elle reçoit également la chaîne régionale Wéo. Oxygen TV est une web TV « 100 % Cambrésis » consacrée aux informations locales.

### Cultes

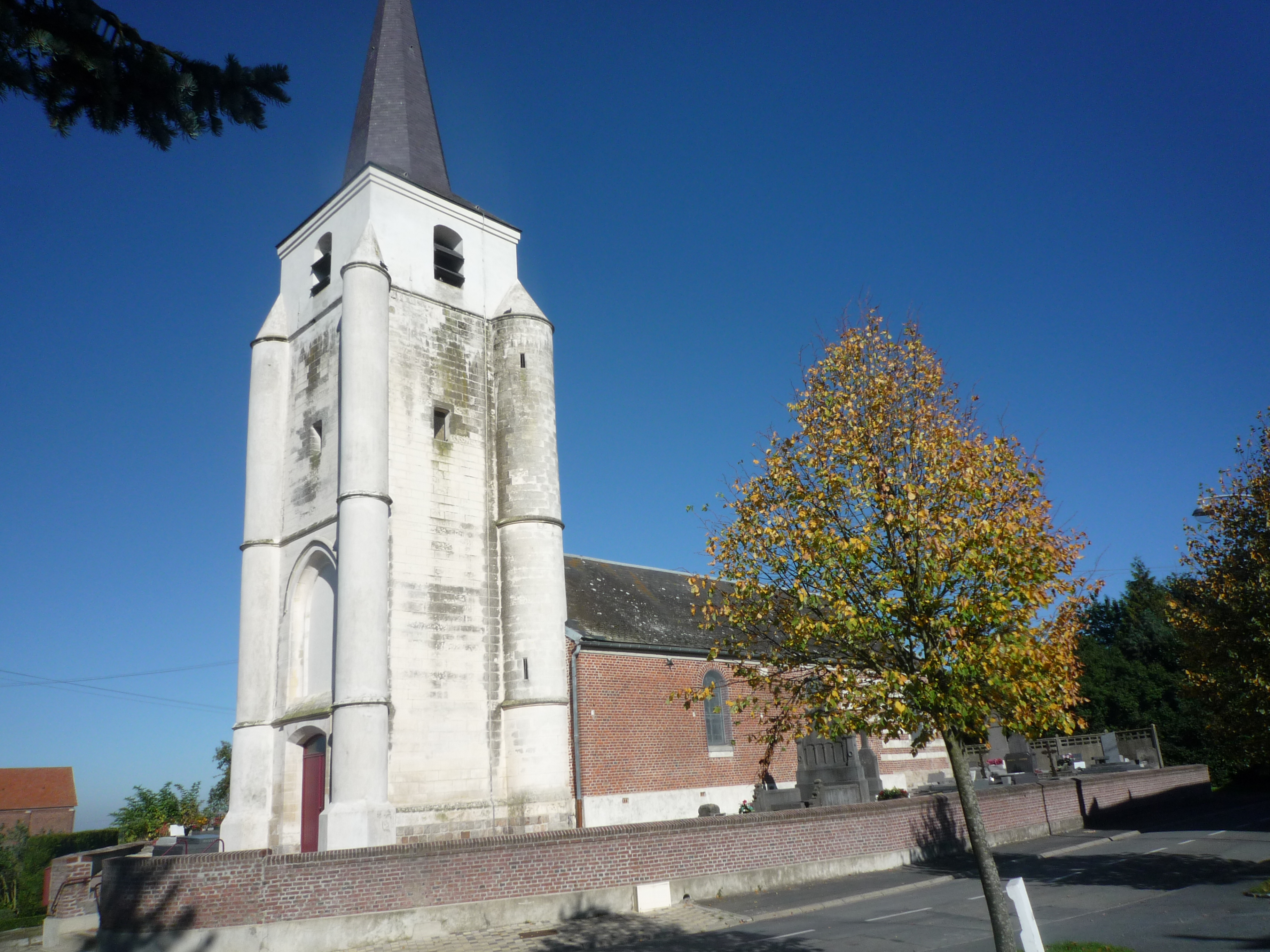
L'église Saint Barthélémy à Audencourt.

Les Caudrésiens disposent de deux lieux de culte catholique : la basilique Sainte Maxellende et l'église Saint Barthélémy à Audencourt. Ces églises dépendent de la paroisse « Sainte Maxellende en Cambrésis » rattachée à l'archidiocèse de Cambrai.
Un temple antoiniste situé rue de Denain a été construit en 1922. Depuis sa fondation, huit desservants se sont succédé dans le temple.
Un temple de l'Église Réformée de France rattaché à la paroisse de Caudry et au consistoire Hainaut-Picardie fut construit sur un terrain acheté par la ville en janvier 1892 rue de la Paix.
La première pierre fut posée le 25 avril 1892 et le conseil municipal approuva le procès-verbal de réception définitive des travaux le 25 avril 1894.
L'Association chrétienne pour l'étude de la bible (Témoins de Jéhovah) dispose également d'un lieu de culte à Caudry.

## Économie

### Revenus de la population et fiscalité
En 2008, le revenu fiscal médian par ménage était de 13 735 €, ce qui plaçait Caudry au 29 605e rang parmi les 31 604 communes de plus de 50 ménages en métropole.

### Population active
La population âgée de 15 à 64 ans s'élevait en 2007 à 8 903 personnes (8 597 en 1999), parmi lesquelles on comptait 66,1 % d'actifs dont 52,7 % ayant un emploi et 13,4 % de chômeurs. En 2007, 53,3 % des actifs ayant un emploi et résidant dans la commune travaillaient à Caudry, 42,2 % dans une autre commune du département du Nord et 3,3 % dans une autre région, c'est-à-dire en Picardie.
La répartition par catégories socioprofessionnelles de la population active de Caudry fait apparaître, par rapport à la moyenne de la France métropolitaine, une sous-représentation de toutes les catégories à l'exception de celle des « ouvriers », ce qui confirme la persistance de l'activité industrielle de la ville.
Répartition de la population active par catégories socioprofessionnelles (recensement de 2007)
|                             | Agriculteurs | Artisans, commerçants, chefs d'entreprise | Cadres, professions intellectuelles | Professions intermédiaires | Employés | Ouvriers |
| --------------------------- | ------------ | ----------------------------------------- | ----------------------------------- | -------------------------- | -------- | -------- |
| Caudry                      | 0,07 %       | 4,24 %                                    | 4,38 %                              | 16,67 %                    | 22,64 %  | 44,63 %  |
| Moyenne nationale           | 1,78 %       | 5,52 %                                    | 14,62 %                             | 23,90 %                    | 29,09 %  | 24,13 %  |
| Sources des données : INSEE |              |                                           |                                     |                            |          |          |

### Emploi
La commune de Caudry fait partie de la zone d'emploi du Cambrésis et dispose d'une agence ANPE pour la recherche d'emploi.
En 2007 on comptait 6 475 emplois dans la commune, contre 6 283 en 1999. Le nombre d'actifs ayant un emploi résidant dans la commune étant de 4 717, l'indicateur de concentration d'emploi est de 137,3 %, ce qui signifie que la commune offre approximativement un peu plus de quatre emplois pour trois Caudrésiens actifs. Cet indicateur était de 138,4 % en 1999.
La répartition par secteurs d'activité des emplois à Caudry fait apparaître le fort poids relatif du secteur industriel. L'emploi tertiaire (commerce, services, administrations) représente environ 60 % du total à Caudry, contre plus de 75 % en France métropolitaine.
Répartition des emplois par domaines d'activité (recensement de 2007)
|                             | Agriculture | Industrie | Construction | Commerce, transports, services divers | Administration publique, enseignement, santé, action sociale |
| --------------------------- | ----------- | --------- | ------------ | ------------------------------------- | ------------------------------------------------------------ |
| Caudry                      | 0,1 %       | 37,3 %    | 5,5 %        | 33,7 %                                | 23,4 %                                                       |
| Moyenne nationale           | 3,1 %       | 14,8 %    | 6,8 %        | 45,1 %                                | 30,3 %                                                       |
| Sources des données : INSEE |             |           |              |                                       |                                                              |

### Entreprises et commerces

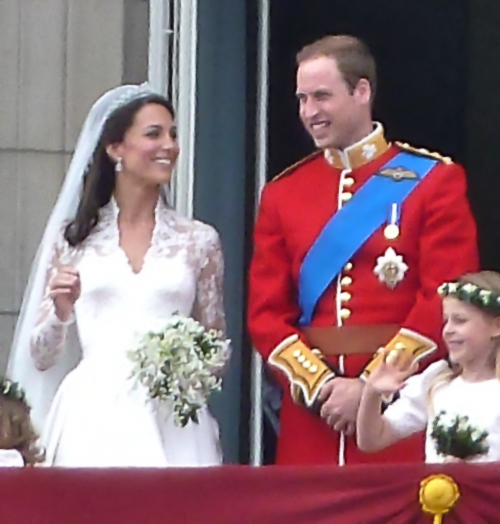
Dentelle de Caudry sur la robe de Kate Middleton.

L'industrie textile reste bien représentée à Caudry avec une petite trentaine d'entreprises, notamment dans les textiles n.c.a., l'ennoblissement textile, la fabrication d'étoffes à mailles, de linge de maison et d'articles d'ameublement, de non-tissés. Les entreprises : Dentelle Sophie Hallette, Carpentier et Preux, Solstiss (fruit d'un regroupement, en 1974, de quatre entreprises) ainsi qu'une teinturerie spécialisée dans l'ennoblissement des dentelles les plus raffinées, La Caudresienne, comptent parmi les plus importantes dans ce secteur. Caudry est, avec Calais, le centre mondial de la dentelle mécanique « Leavers » et exporte plus de 80 % d'un produit raffiné, porté par exemple par Grace Kelly en 1956, Kate Middleton en 2011 et Amal Alamuddin lors de son mariage avec George Clooney en 2014, ou par Michelle Obama en 2009. Le label « Ville et Métiers d'Art » est venu couronner cette tradition de qualité en 1995.
Le paysage industriel s'est diversifié avec l'implantation en 1970 des parfums Sicos (groupe L'Oréal, qui est le premier employeur industriel du Cambrésis) et en 1982 de la Société des Produits Alimentaires de Caudry (SPAC) du groupe Nestlé (pizzas et produits surgelés Buitoni). Parmi les autres employeurs importants de la ville on compte également l'imprimerie Lenglet (offset et héliogravure pour magazines), les plastiques NP Nord, les emballages plastiques Chrystal Plastic, le centre Leclerc, et la société de transports par autocars Les Chemins de fer du Cambrésis,.
La zone d'activités de la Vallée d'Hérie, au sud-est de Caudry, créée à la fin des années 1960, offre plus de 30 hectares, tandis que les implantations commerciales se concentrent dans la zone commerciale qui borde la RD 643.

## Culture locale et patrimoine

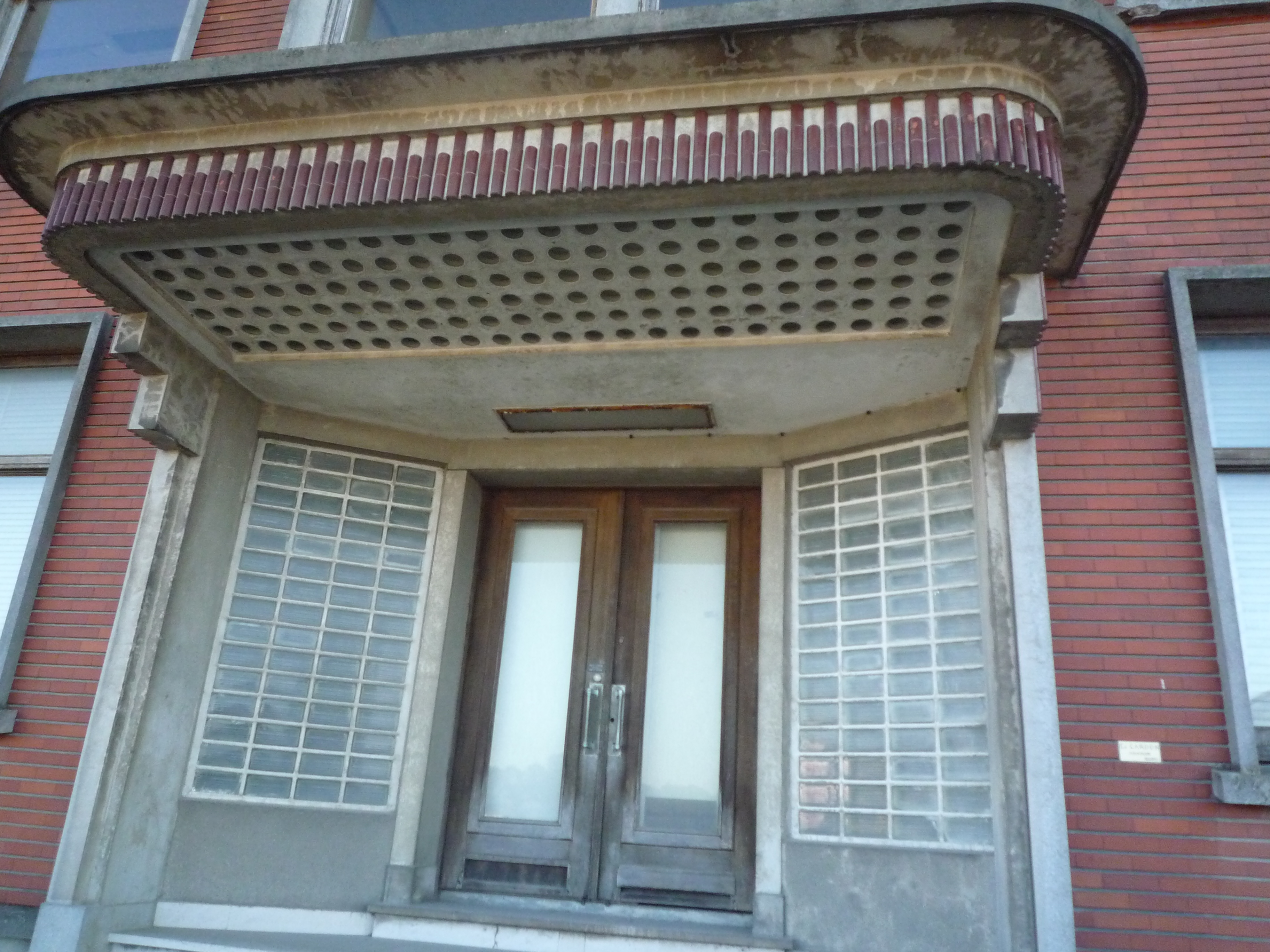
Entrée de la coopérative d'Escaut-et-Sambre.

Caudry compte trois monuments inscrits à l'inventaire des monuments historiques :
- la brasserie l'Union des Coopérateurs du Cambrésis, (puis brasserie coopérative d'Escaut et Sambre), rue Charles-Gide[92];
- la brasserie-malterie Lemaire et Defossez (puis Defossez), rue de Saint-Quentin[93];
- la maison d'industriel dite maison Dumont, construite en 1947 par l'architecte Charles Vollery, rue Émile-Salembier[94].

### Le Musée de la dentelle
Le « Musée caudrésien des dentelles et broderies » est installé dans la fabrique de dentelle Théophile et Jean-Baptiste Carpentier, dont les bâtiments de briques datant de 1898, restaurés et modernisés par l'adjonction d'une verrière, sont typiques de l'architecture industrielle du siècle dernier.
À travers ses collections, le musée retrace l'histoire de la fabrication des tulles, des dentelles et des broderies mécaniques dans la région de Caudry. Il organise également des expositions temporaires et des ateliers pédagogiques pour les enfants.

### Les souterrains
Caudry possède un souterrain creusé dans la craie, probablement vers le Xe siècle, destiné à abriter la population ou le bétail lors des invasions. Resté ignoré jusqu'en 1847, il fut rendu accessible à la suite d'un effondrement et restauré par Jean-Adolphe Prioux, le maire de l'époque. Ce souterrain partait dans trois directions. La partie du souterrain située sous la rue de la Paix comportait 14 chambres de part et d'autre d'une galerie principale située à 13 mètres de profondeur sur une longueur de 74 mètres. Cette galerie était large de 1,40 mètre et haute de 2,10 mètres. En 1916-1917, des affaissements de terrain sur la place ont permis aux Allemands de redécouvrir une grande partie du souterrain qui fut déblayé et étayé. Le tout fut utilisé comme dépôt de munitions. Lors de leur retraite en 1918, les Allemands firent sauter l'entrée et une partie de la cavité.
Un souterrain existait à Aulicourt, dépendance de Béthencourt, que la tradition faisait aboutir dans la chapelle Sainte-Maxellende de l'église de Caudry, et qui aurait été emprunté par Maxellende elle-même, mais il s'agit là d'une légende.

### Patrimoine religieux

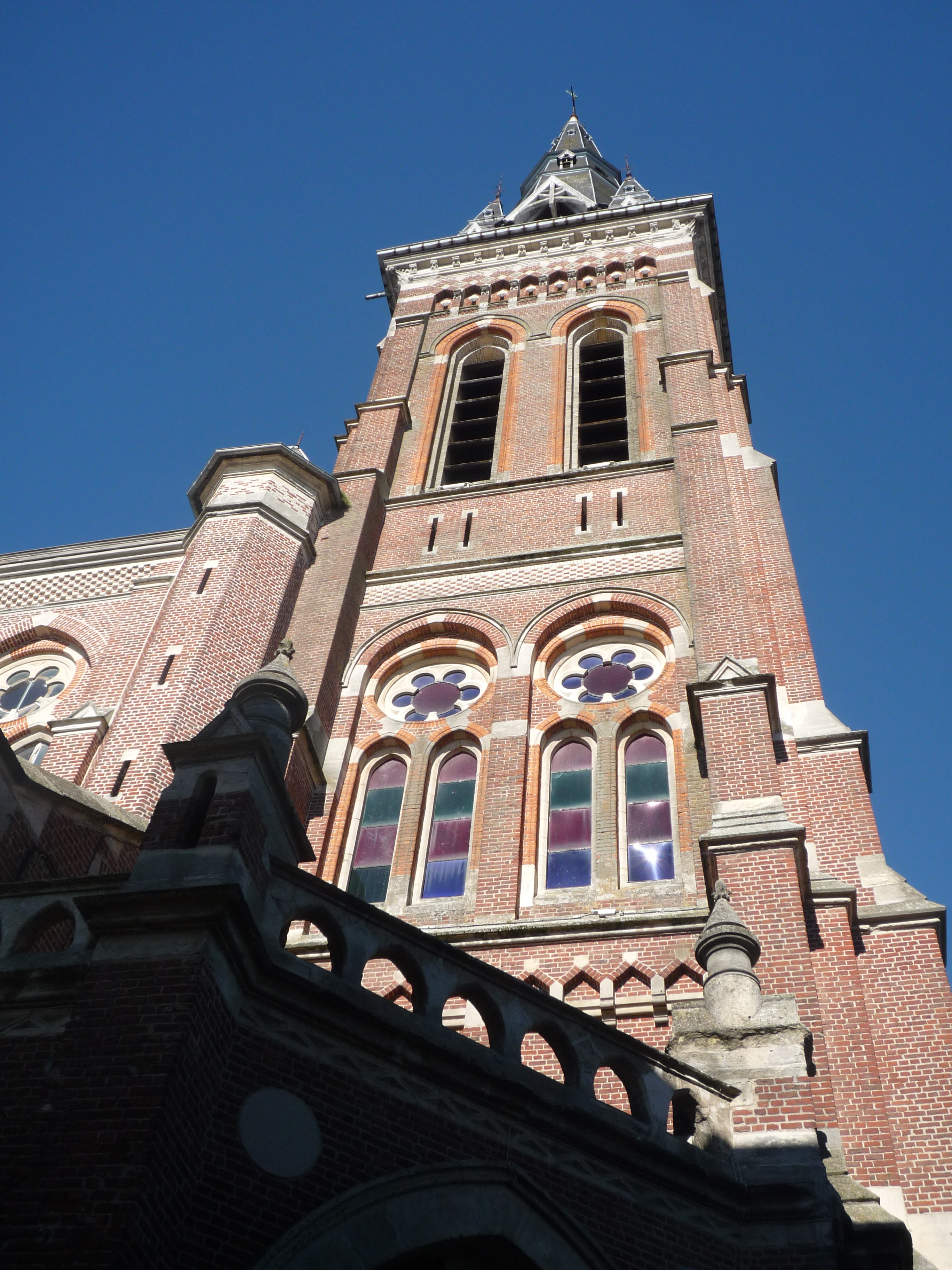
Basilique Sainte-Maxellende : le clocher.

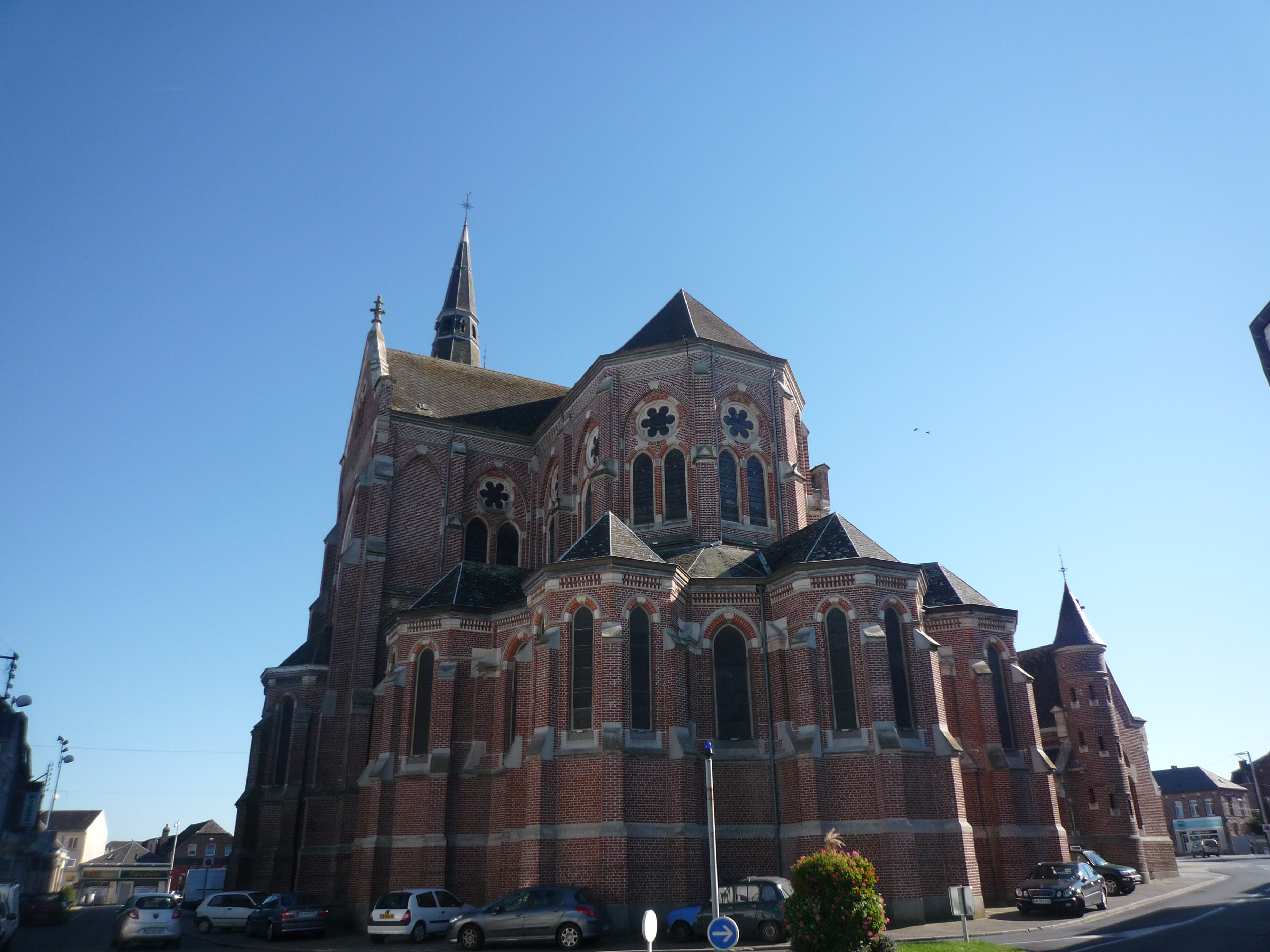
Basilique Sainte-Maxellende : le chevet.

La paroisse de Caudry est mentionnée dès 1181. L'église de la paroisse est la basilique Sainte Maxellende, dont la construction résulta de la forte croissance démographique dans la seconde moitié du XIXe siècle. L'ancienne église, située à l'extrémité est de l'actuelle place des Mantilles, était devenue trop petite et tombait en ruines. La décision de construire une nouvelle église à un autre emplacement fut prise en 1885. On fit appel à Louis Marie Cordonnier, un architecte de renom. La première pierre fut posée le 14 août 1887 et la consécration de l'édifice par Mgr Thibaudier, archevêque de Cambrai, eut lieu le 7 avril 1890. L'église fut élevée au rang de basilique mineure par un bref pontifical du 3 septembre 1991.
De style néo-gothique, elle est construite en brique sur un soubassement de pierre blanche. Elle mesure 72 mètres de longueur totale et 36 mètres de largeur au transept. Le clocher culmine à 75 mètres. Il comporte un carillon de trois cloches : Vox Dei, pesant deux tonnes, sonne le Do ; Pax, 1 700 kg, sonne le Ré ; Maxellende, 1 500 kg, sonne le Fa. Ces cloches bénies en 1920 et 1922 remplacent celles emportées par les Allemands en 1918.
Dans la tribune, au-dessus de l'entrée, est installé le grand orgue construit en 1913 par Charles Mutin de la maison Cavaillé-Coll.
À l'intérieur, la grande nef culmine à 20 mètres de haut sous la clef de voûte et les deux bas-côtés à 8 mètres. Le transept se termine par deux chapelles, celle de gauche dédiée à Notre Dame du Rosaire, celle de droite à Maxellende avec la châsse de la sainte, pièce d'orfèvrerie gothique de la deuxième moitié du XIVe siècle en cuivre doré et argent repoussé, remaniée aux  XVIIIe et XIXe siècles et classée à l'inventaire des monuments historiques. Le transept est éclairé par deux rosaces comportant chacune 4 600 pièces de verre posées vers 1921, résultat d'un vœu de la population caudrésienne pendant la Première Guerre mondiale.

### Manifestations culturelles et festivités
Comme beaucoup de villes du Nord, Caudry a ses géants, « Batisse » (Baptiste) et « Laïte » (Adelaïde), créés en 1921 par Léonce Bajart en illustration de la tradition industrielle textile de la ville. Endommagés lors de la Seconde Guerre mondiale, ils furent restaurés en 1951. Batisse est tulliste et porte à l'oreille le crochet qui sert à « renfiler ». Laïte est raccommodeuse, elle tient à la main un coupon de dentelle. Le couple est au centre du carnaval d'été qui se déroule dans la ville. Hauts de cinq mètres, ce sont des géants portés mais munis de roulettes pour les déplacements courts.
Caudry est une ville verte (deux étoiles au label des villes et villages fleuris) qui s'efforce de maintenir vivante sa culture locale, dont un parler, le picard, qui reste apprécié notamment grâce à « La Caudriole », revue littéraire de l'office municipal de la culture.

### Personnalités liées à Caudry
- Charles de Lignières (ou Carolus de Lignieres) - Seigneur de Caudry de 1672 à 1755.
- Ernest Plet (1864-1929) - Homme politique français, maire de Caudry, conseiller général et député du Nord, né à Viesly et mort à Grasse.
- Eugène Fiévet (1867-1910) - Homme politique français, maire de Caudry, conseiller général et député du Nord, né et mort à Caudry.
- Auguste Beauvillain (1878-1957) - Homme politique français, maire de Caudry, député du Nord, né et mort à Caudry.
- Gaston Pigot (1885-1969) - Boxeur français, né à Caudry.
- Léonce Bajart (1888-1983) - Résistant et personnalité caudrésienne, mort à Caudry.
- Lucienne Bogaert (1892-1983) - De son vrai nom Lucienne Jeanne Gabrielle Lefebvre, actrice française née à Caudry.
- Arthur Ramette (1897-1988) - Militant du Parti communiste français, député et sénateur du Nord de 1932 à 1973, né à Caudry.
- Lucien Janssoone (1898-1944) - Résistant français, directeur des cours complémentaires de garçons à Caudry à partir d'octobre 1933, fusillé en 1944.
- André Piettre (1906-1994) - Économiste français, né à Caudry.
- Paul Moreau (1925-2005) - Homme politique français, maire de Caudry, député du Nord, né à Caudry et mort à Lille.
- Guy Bricout (1944) - Maire de Caudry de 1995 à 2017, député du Nord depuis 2017.
- Mélanie Disdier (1974) - Conseillère municipale de Caudry, conseillère régionale, députée européenne depuis 2024.

### Héraldique et logotype
|  | La connaissance des armoiries de Caudry date d'un manuscrit du XVe siècle, conservé à la bibliothèque municipale de Cambrai. Les armoiries, qui portent « d'argent à trois feuilles de vivier de gueules », sont celles de la famille seigneuriale datant du XIVe siècle. Selon d'autres sources on trouve aussi les armoiries ainsi blasonnées : « D'argent à trois feuilles de vivier de sable ». |

Le logotype de la ville, adopté en 1999, est une stylisation du chariot des métiers de dentelle.

## Pour approfondir